# تیروکورال
تیروکورال (به انگلیسی: Tirukkuṟaḷ)، (تامیلی: திருக்குறள்) یا به‌طور خلاصه کورال (تامیلی: குறள்)، یک متن کلاسیک به زبان تامیل است که از ۱۳۳۰ دوبیتی کوتاه یا کورال، و هر دوبیتی از هفت کلمه تشکیل شده‌است. متن به سه کتاب با آموزه‌های قصیده در فضیلت (آرام)، ثروت (پورول) و عشق (اینبام) تقسیم شده‌است، که یکی از بزرگ‌ترین آثاری است که تا کنون در مورد اخلاق نوشته شده‌است، به دلیل جهانی بودن و ماهیت سکولار، آن مورد تأیید قرار گرفته‌است. نویسندگی آن به تیروواللووار نسبت داده می‌شود. قدمت این متن از ۳۰۰ قبل از میلاد تا قرن ۵ پس از میلاد متفاوت است. روایت‌هایی آن را آخرین اثر سنگام سوم توصیف می‌کنند، اما تحلیل‌های زبان‌شناختی نشان می‌دهد که تاریخ متأخر ۴۵۰ تا ۵۰۰ پس از میلاد بوده و پس از دوره سنگام سروده شده‌است.
متن کورال یکی از اولین سیستم‌های معرفت‌شناسی و متافیزیک هند است. این اثر با القاب و عناوین جایگزین، از جمله «تامیل ودا» و «کتاب الهی» ستایش می‌شود. که بر روی ایده‌های اهیمسا نوشته شده‌است، بر عدم خشونت و گیاه‌خواری اخلاقی به‌عنوان فضایل برای یک فرد تأکید می‌کند.[الف] علاوه بر این، فضیلت‌هایی مانند راست‌گویی، خویشتن‌داری، سپاس‌گزاری، مهمان‌نوازی، مهربانی، نیکی به همسر، وظیفه، بخشش و غیره را برجسته می‌کند. علاوه بر پوشش طیف وسیعی از موضوعات اجتماعی و سیاسی مانند پادشاهی، وزارت، مالیات، دادگستری، قلعه‌ها، جنگ، عظمت ارتش و افتخار سربازی، حکم اعدام برای شروران، کشاورزی، آموزش، پرهیز از مشروبات الکلی و مسکرات. همچنین شامل فصل‌هایی در مورد دوستی، عشق، تولید مثل، و زندگی خانوادگی است. این متن به‌طور مؤثر باورهای نادرست قبلی را که در دوران سنگام رایج بود محکوم کرد و ارزش‌های فرهنگی سرزمین تامیل را برای همیشه بازتعریف کرد.
کورال در طول تاریخ خود بر دانشمندان و رهبران در سراسر حوزه‌های اخلاقی، اجتماعی، سیاسی، اقتصادی، مذهبی، فلسفی و معنوی تأثیر گذاشته‌است. بعضی از این افراد عبارتند از ایلانگو آدیگال، کامبار، لئو تولستوی، مهاتما گاندی، آلبرت شوایتزر، رامالینگا سوامیگال، چیدامبارام پیلای، کارل گرائول، جورج اوگلو پوپ، الکساندر پیاتیگورسکی، و یو هسی. این اثر بیش‌ترین ترجمه، بیش‌ترین استناد، و قابل استنادترین آثار ادبی تامیل را دارد. این متن حداقل به ۴۰ زبان هندی و غیرهندی ترجمه شده‌است، که آن را به یکی از پرترجمه‌ترین آثار باستانی تبدیل کرده‌است. از زمانی که برای اولین بار در سال ۱۸۱۲ چاپ شد، متن کورال هرگز چاپ نشد. کورال یک شاه‌کار و یکی از مهم‌ترین متون ادبیات تامیل به‌حساب می‌آید. نویسنده آن به‌دلیل انتخاب فضائل موجود در ادبیات شناخته‌شده و ارائه آن‌ها به گونه‌ای که برای همگان قابل قبول است مورد تحسین قرار گرفته‌است. مردم تامیل و دولت تامیل مدت‌هاست که متن را محترم شمرده و از آن حمایت می‌کنند.

## ریشه‌شناسی و نام‌گذاری
«فضیلت بهشت و ثروت را به ارمغان می‌آورد؛ انسان چه منبع خوشبختی بیش‌تری می‌تواند داشته باشد؟»

(کورال ۳۱; ویلیام هنری دریو، 1840).
اصطلاح تیروکورال (Tirukkuṟaḷ) واژه‌ای مرکب است که از دو اصطلاح تکی تیرو (tiru) و کورال (kuṟaḷ) ساخته شده‌است. تیرو یک اصطلاح تامیلی افتخاری است که با اصطلاح جهانی هندی و سانسکریت سری (sri) به‌معنای «مقدس، عالی، محترم و زیبا» مطابقت دارد. اصطلاح تیرو در تامیل ۱۹ معنی مختلف دارد. کورال به‌معنای چیزی است که «کوتاه و مختصر» است. از نظر ریشه‌شناسی، کورال شکل کوتاه‌شده کورال پاتو (kuṟaḷ pāttu) است که از کورو-ونپوتا (kuruvenpāttu)، یکی از دو شکل شعری تامیلی که توسط تولکاپیام توضیح داده شده‌است، مشتق شده‌است، و دیگری ندو-ونپاتو (neduvenpāttu) است. به گفته میرون وینسلو، کورال به‌عنوان یک اصطلاح ادبی برای نشان دادن «یک خط متریک ۲ فوتی، یا یک خط یا دوبیتی از خطوط کوتاه، اولی از ۴ و دومی از ۳ فوت» استفاده می‌شود. بنابراین، تیروکورال تحت‌اللفظی به‌معنای «دوبیتی‌های مقدس» است.
این اثر در فرهنگ تامیل بسیار گرامی است؛ طوری که دوازده عنوان سنتی برای آن وجود دارد: تیروکورال (کورال مقدس)، اوتاراودام (ودای نهایی)، تیروواللووار (هم‌نام نویسنده)، پویامولی (کلمه بی‌دروغ)، وایورای والتو (ستایش صادقانه)، تیوانول (کتاب الهی)، پوتومارای (ودای رایج)، والووا مالای (گل‌دسته ساخته‌شده توسط نویسنده)، تامیل منونول (رساله اخلاقی تامیل)، تیروواللووا پایان (میوه نویسنده)، موپل (سه مسیر تاشو)، و تامیلمارای (تامیل ودا). این اثر تحت مجموعه هجده متن کوچک از آثار متأخر ادبیات سنگام، که در تامیل به نام پاتیننکیلکاناکو (Patiṉeṇkīḻkaṇakku) شناخته می‌شود، گروه‌بندی می‌شود.

## تاریخ
تاریخ کورال از ۳۰۰ قبل از میلاد تا قرن پنجم میلادی به‌طور متفاوتی ثبت شده‌است. طبق روایات سنتی، آخرین اثر سنگام سوم بوده و مورد آزمایش الهی قرار گرفته‌است، که این آزمون را با موفقیت پشت سر گذاشته‌است. محققانی که این سنت را باور دارند، مانند سوماسوندا بهاراتیار و راجامانیکام، تاریخ این متن را به ۳۰۰ سال قبل از میلاد می‌رسانند. مورخ کی‌کی پیلای آن را به اوایل قرن اول میلادی نسبت داد. به گفته کمیل زولبیل، محقق چک در ادبیات تامیل، این تاریخ‌های اولیه مانند ۳۰۰ قبل از میلاد تا ۱ قبل از میلاد غیرقابل قبول است، و با شواهدی از متن هم‌خوانی ندارد. لغت و دستور زبان کورال، و مقید بودن والووار به برخی منابع قبلی سانسکریت، حاکی از آن است که او پس از «شاعران باردی اولیه تامیل»، اما قبل از عصر شاعران باکتی تامیل می‌زیسته‌است.
در سال ۱۹۵۹، وایاپوری پیلای این اثر را به قرن ششم پس از میلاد یا پس از آن منتسب کرد. پیشنهاد او مبتنی بر شواهدی است که متن کورال حاوی بخش زیادی از کلمات وام گرفته و مدیون برخی از متون سانسکریت است، که نشان‌دهنده آگاهی نویسنده از ابداعات دستوری در زبان کورال وادبیات سانسکریت است، که مربوط به نیمه اول هزاره اول پس از میلاد هستند.[ب] پیلای فهرستی از ۱۳۷ واژه وام‌گرفته سانسکریت را در متن کورال منتشر کرد. محققان بعدی مانند تامس بارو و موری بارنسون نشان می‌دهند که ۳۵ مورد از آن واژه‌ها منشأ دراویدی دارند و واژه‌های وام‌گرفته از سانسکریت نیستند. زولبیل بیان می‌کند که تعداد کمی از آن‌ها ریشه‌شناسی نامشخصی دارند و مطالعات آینده ممکن است ثابت کند که دراویدی هستند. ۱۰۲ واژه باقیمانده از سانسکریت «ناچیز نیست» و به گفته زولبیل برخی از آموزه‌های متن کورال، «بی‌تردید» بر اساس آثار سانسکریت موجود در آن زمان مانند ارته‌شاستره و منوسمرتی است.
زولبیل در رساله تاریخ ادبی تامیل که در سال ۱۹۷۴ منتشر شد، بیان می‌کند که متن کورال متعلق به دوره سنگام نیست و قدمت آن را بین سال‌های ۴۵۰ تا ۵۰۰ میلادی می‌داند. برآورد او بر اساس زبان متن، اشارات آن به آثار پیشین، و وام گرفتن آن از برخی رساله‌های سانسکریت است. زولبیل اشاره می‌کند که متن دارای چندین نوآوری دستوری است که در ادبیات قدیمی سنگام وجود ندارد. این متن همچنین دارای تعداد بیش‌تری از وام‌واژه سانسکریت در مقایسه با این متون قدیمی است. به گفته زولبیل، نویسنده علاوه بر این‌که بخشی از سنت ادبی باستانی تامیل است، بخشی از «یک سنت بزرگ اخلاقی و آموزشی هندی» نیز بوده‌است، زیرا برخی از آیات موجود در متن کورال «بی‌تردید» ترجمه‌های این کتاب هستند.
در قرن ۱۹ و اوایل قرن ۲۰، نویسندگان و مبلغان اروپایی، تاریخ متن و نویسنده آن را بین ۴۰۰ تا ۱۰۰۰ پس از میلاد تعیین کردند. به گفته بلکبرن، «اجماع علمی کنونی» قدمت متن و نویسنده را تقریباً به ۵۰۰ سال پس از میلاد می‌رساند.
در سال ۱۹۲۱، در مواجهه با بحث‌هایی در مورد تاریخ دقیق، دولت تامیل نادو، در کنفرانسی به ریاست مارایمالای آدیگال، رسماً سال ۳۱ قبل از میلاد را به‌عنوان سال والووار اعلام کرد. در ۱۸ ژانویه ۱۹۳۵، سال والووار به تقویم اضافه شد.[ث]

## نویسنده
«کتاب بدون نام نویسنده بی‌نام.»

—ای. اس آریل، 1848
—E. S. Ariel, 1848متن کورال توسط تیروواللووار نوشته شده‌است. او با نام‌های مختلف دیگری از جمله پوییل پولاور، مودارپاوالار، دیواپولاور، نایانار، دوار، نانموکانار، ماتانوبانگی، سناببوداکار و پروناوالار شناخته می‌شود. اطلاعات معتبر ناچیزی در مورد زندگی واللووار در دسترس است. با اهداف عملی، نه نام واقعی او و نه عنوان اصلی اثر او را نمی‌توان با قطعیت تعیین کرد. خود متن 'کورال' از نویسنده آن نامی نمی‌برد. نام تیروواللووار برای اولین بار در متن هندوی شیواپرستی معروف به تیروواللووار مالای، و با تاریخ نامشخص ذکر شد. تیروواللووار مالای چیزی در مورد تولد، خانواده، طبقه یا پیشینه والووار ذکر نکرده‌است. هیچ متن معتبر دیگری برای پشتیبانی از افسانه‌های زندگی واللووار یافت نشده‌است. از حدود اوایل قرن نوزدهم، افسانه‌های متناقض متعددی دربارهٔ والووار به زبان‌های مختلف هندی و انگلیسی منتشر شد.
ادعاهای مختلفی در مورد پیشینه خانوادگی و شغل والووار در ادبیات دوران استعمار مطرح شده‌است که همگی از بخش‌های منتخب متن یا قدیس‌نگاری او که از زمان آغاز دوران استعمار در تامیل نادو منتشر شده‌است، استنباط شده‌اند. در یک نسخه قدیمی آمده‌است که او یک بافنده از قبیله پارایار بود. نظریه دیگر این است که او باید از قبیله کشاورز ولالارها باشد، زیرا او در کار خود کشاورزی را تمجید می‌کند. دیگری بیان می‌کند که او یک طردشده بود، که از یک زن اهل پریا و یک پدر برهمن متولد شد. مو راغوا آیینگر حدس می‌زد که در نام والووا نوعی از والابها است، که تعیین می‌کند او یک افسر سلطنتی است. وایاپوری پیلای نام خود را از «والووان» (یک قبیله‌ای پارایار از طبل‌زنان سلطنتی) گرفته بود و این نظریه را مطرح کرد که او «رئیس پسران تبلیغ‌کننده، چیزی مشابه با یک سرگرد گروه موزیک یک ارتش» است. زندگی‌نامه‌های سنتی نه تنها ناسازگار هستند، بلکه حاوی ادعاهای غیرقابل باوری در مورد نویسنده متن کورال هستند. همراه با روایت‌های مختلف از شرایط تولدش، بسیاری اظهار می‌کنند که او به کوهی رفت و با آگاستیای افسانه‌ای و دیگر حکیمان ملاقات کرد. همچنین روایت‌هایی وجود دارد که ادعا می‌کند در سفر بازگشت، والووار زیر درختی نشست که سایه‌اش روی او افتاده بود و تمام روز تکان نمی‌خورد، او یک دیو و بسیاری دیگر را کشت. محققین این و همه جنبه‌های مرتبط با این داستان‌های قدیس‌نگارانه را داستانی و غیرتاریخی می‌دانند، که ویژگی مشترک «فولکلور بین‌المللی و هندی» است. ادعای کم‌زاد بودن، زیادزادگی و نافرمان بودن در روایت‌های قدیمی نیز مشکوک است. اعتقاد بر این است که والووار با واسوکی ازدواج کرد، و دوست و شاگردی به‌نام اللاسینگان داشت.
به شیوه‌ای شبیه به حدس و گمان‌های مربوط به زندگی‌نامه نویسنده، گمانه‌زنی‌های زیادی در مورد مذهب او بدون هیچ مدرک تاریخی صورت گرفته‌است. در تعیین مذهب والووار، آزمون مهمی که باید طبق نظر پورنالینگام پیلای اعمال شود، تحلیل فلسفه دینی است که او محکوم نکرده‌است. او همچنین می‌افزاید که والووار «کلمه‌ای علیه» اصول سایوا سیدانتا نگفته‌است. متن کورال ماهیت قصیده‌ای و غیرفرقه‌ای دارد و می‌تواند به روش‌های مختلف به‌طور انتخابی تفسیر شود. این امر باعث شده‌است که تقریباً همه گروه‌های مذهبی بزرگ در هند، از جمله مسیحیت در دوران استعمار، ادعا کنند که این اثر و نویسنده آن یکی از خودشان است. مبلغ مسیحی قرن نوزدهم، جورج اوگلو پاپ، ادعا کرد که والووار باید در قرن نهم میلادی می‌زیسته، و با معلمان مسیحی مانند پانتانوس اسکندریه در تماس بوده‌است، و ایده‌های مسیحی و ویژگی‌های معلمان اسکندریه را گرفته‌است و سپس «کورال شگفت‌انگیز» را با «پژواک خطبه کوه» نوشته‌است. اما این نظریه غیرتاریخی و بی‌اعتبار است. به گفته زولبیل، اخلاق و عقاید در آثار والووار، از اخلاق مسیحی نیست.[ج] آلبرت شوایتزر اشاره می‌کند که «تاریخ‌گذاری کورال، همراه با بسیاری از تاریخ‌های ادبی و تاریخی، فلسفه‌ها و اسطوره‌های هندوستان، به‌شدت از سوی مبلغان مسیحی که مشتاق بودند، متحمل شده‌است. تمام نمونه‌های انکارناپذیر بلوغ دینی را به دوران مسیحیت می‌شناسند.»
گمان می‌رود والووار به جینیسم یا هندوئیسم تعلق داشته باشد. این را می‌توان در برخورد او با مفهوم اهیمسا یا پرهیز از خشونت، که مفهوم اصلی هر دو دین است، مشاهده کرد.[a] در ترجمه ۱۸۱۹، فرانسیس وایت الیس اشاره می‌کند که جامعه تامیل بر سر این موضوع بحث دارد که والووار جین یا هندو بود. به گفته زولبیل، برخورد والووار با فصول مربوط به گیاه‌خواری اخلاقی و نکشتن حیوانات، منعکس‌کننده احکام جین است.[a]؛ زولبیل می‌گوید القاب خاصی برای خدا و ارزش‌های زاهدانه موجود در متن در جینیسم یافت می‌شود. او این نظریه را مطرح می‌کند که والووار احتمالاً «یک دانش‌آموز جین با گرایش‌های التقاطی» بود که به‌خوبی با ادبیات قبلی تامیل آشنا بود و همچنین از متون سانسکریت نیز آگاهی داشت. به گفته چاکراوارتی ناینار، سنت جین این کار را با کوندا کوندا آچاریا، رئیس جنوب پاتالیپوترا دراویدی سنگات، که در حدود نیمه دوم قرن اول قبل از میلاد و نیمه سابق قرن اول میلادی زندگی می‌کرد، مرتبط می‌کند. با این وجود، متون اولیه دیگامبارا یا سوتامبارا به والووار یا متن کورال اشاره‌ای نمی‌کنند. اولین ادعای والووار به‌عنوان یک اقتدار، در یک متن جین قرن شانزدهمی ظاهر می‌شود.

«این طبیعت فطری نویسنده است که بهترین فضایل
در تمامی ادبیات شناخته‌شده را انتخاب کند و آن‌ها را به گونه‌ای ارائه کند که مورد قبول همه باشد. «

—پاریملالهاگار؛ دربارهٔ والووار، قرن سیزدهم میلادی
—Parimelalhagar about Valluvar, 13th century CEبه گفته محققان، نوشته‌های والووار همچنین نشان می‌دهد که او احتمالاً به هندوئیسم تعلق داشته‌است. معلمان هندو آموزه‌های او در ادبیات کورال را با آموزه‌های موجود در متون هندو نشان داده‌اند. سه قسمتی که کورال به آن تقسیم می‌شود، یعنی انعام (فضیلت)، پوروخ (ثروت) و انبام (عشق)، با هدف رسیدن به ودو (نجات نهایی)، به ترتیب از چهارپایه هندوئیسم یعنی دارما، آرتا، کاما و موکشاپیروی می‌کنند. متن انعام عدم خشونت را ستایش می‌کند، همچنین بسیاری از ۷۰۰ دوبیتی را به جنبه‌های مختلف حکومت‌داری و جنگ به‌شیوه‌ای شبیه به متن هندو آرتاساسترا اختصاص می‌دهد. برای مثال، طبق متن، یک ارتش در جنگ وظیفه کشتن را به‌عهده دارد و یک پادشاه باید جنایت‌کاران را برای عدالت اعدام کند.[خ] ذکر خدای ویشنو در دوبیتی‌های ۶۱۰ و ۱۱۰۳ توسط والووار و الهه لاکشمی در دوبیتی‌های ۱۶۷، ۴۰۸، ۵۱۹، ۵۶۵، ۵۶۸، ۶۱۶ و ۶۱۷ حکایت از اعتقادات ویشنوپرستی نویسنده دارد. ناتاراجان حداقل ۲۴ کاربرد مختلف از منشأ هندو را در ۲۹ دوبیتی مختلف در سراسر متن کورال فهرست می‌کند. با توجه به پورنالینگام پیلای، که به‌دلیل نقد برهمنیسم شناخته‌شده‌است، یک تحلیل عقلانی از متن کورال نشان می‌دهد که والووار یک هندو بود، نه یک جین. ماتیو ریکارد معتقد است والووار متعلق به سنت شیویتی جنوب هند است. به گفته توماس مانینژات، یک محقق الهیات که در جنوب هند بزرگ شد، بومیان معتقدند که تیروکورال منعکس‌کننده فلسفه ویدانته ادویته است و «شیوه زندگی آدوائیتی» را آموزش می‌دهد.
علی‌رغم این بحث‌ها، ولووار به خاطر فطرت ذاتی‌اش برای گزینش فضایل موجود در همه آثار شناخته‌شده و ارائه آن‌ها به گونه‌ای که برای همگان رایج و پسندیده باشد، مورد ستایش قرار می‌گیرد. نویسنده را به‌خاطر ارزش‌های سکولار جهانی‌اش به یاد می‌آورند و گرامی می‌دارند، و رساله او را اولاگا پودو مارای (کتاب مقدس جهانی) نامیده‌اند.

## فهرست
کورال از ۱۳۳ فصل تشکیل شده‌است که هر فصل شامل ۱۰ دوبیتی (یا کورال) و در مجموع ۱۳۳۰ دوبیتی است.[د] همه دوبیتی‌ها به‌صورت کورال ونبا متر هستند و تمام ۱۳۳ باب آن مضمونی اخلاقی دارند و در سه بخش یا «کتاب» دسته‌بندی شده‌اند:
Tirukkuṟaḷ
- کتاب اول – انعام (அறம்): کتاب فضیلت (دارما)، که به ارزش‌های اخلاقی یک فرد[۹۲] و اصول فلسفه یوگا[۹۳] می‌پردازد (فصل ۱–۳۸)
- کتاب دوم – بوروخ(பொருள்): کتاب ثروت(آرتا) که به ارزش‌های اجتماعی-اقتصادی می‌پردازد،[۹۲] سیاست، جامعه و اداره[۹۳] (فصل ۳۹–۱۰۸)
- کتاب سوم – انبام (இன்பம்): کتاب عشق (کاما) که به ارزش‌های روان‌شناختی[۹۲] و عشق[۹۳] می‌پردازد (فصل ۱۰۹–۱۳۳)

کتاب انعام ۳۸۰ بیت، پوروخ ۷۰۰ بیت و انبام یا کمام ۲۵۰ بیت دارد. هر کورال یا دوبیتی دقیقاً شامل هفت کلمه است که به‌عنوان کریس‌ها (cirs) شناخته می‌شود، که چهار دور در سطر اول و سه دور در خط دوم به‌دنبال کرال متر است. کریس یک تک یا ترکیبی از بیش از یک کلمه تامیل است. برای مثال، اصطلاح تیروکُنَخ از ترکیب دو کلمه تیرو و کُنَح به‌وجود آمده‌است. متن کورال در مجموع ۹۳۱۰ دور از ۱۴۰۰۰ کلمه تامیلی دارد.

«فضیلت بهشت و ثروت را به ارمغان می‌آورد؛ انسان چه منبع خوشبختی بیش‌تری می‌تواند داشته باشد؟»

(کورال ۳۱؛ ویلیام هنری دریو، 1840).
(Kural 31; Drew, 1840). از ۱۳۳۰ دوبیتی موجود در متن، ۴۰ دوبیتی مربوط به خدا، باران، زاهدان و فضیلت است. ۳۴۰ در مورد فضایل اساسی روزمره یک فرد؛ ۲۵۰ در حق امتیاز؛ ۱۰۰ در مورد وزیران دولت؛ ۲۲۰ در مورد الزامات اساسی اداره کشور؛ ۱۳۰ در اخلاق اجتماعی اعم از مثبت و منفی؛ و ۲۵۰ در مورد عشق و علاقه انسانی.
کورال همراه با بهگاود گیتا یکی از اولین سیستم‌های معرفت‌شناسی و متافیزیک هند است. این اثر تا حد زیادی منعکس‌کننده سه هدف اول از چهار هدف هندی باستان در زندگی است، که به‌عنوان آدمی‌خواست (پوروشارتاس) شناخته می‌شود، یعنی فضیلت (دارما)، ثروت (آرتا) و عشق (کاما). هدف چهارم، یعنی رستگاری (مکشا) است که از پرداختن به کتاب چهارم حذف شده‌است، زیرا خود را به درمان آموزشی نمی‌رساند اما در پنج فصل آخر کتاب اول به‌طور ضمنی آمده‌است.[ر] اجزای انعام، پوروخ و انبام هر دو گونه آگام و پورام سنت ادبی تامیل را در بر می‌گیرد، همان‌طور که در تولکاپیام توضیح داده شده‌است. به گفته شارما، دارما (انعام) به ارزش‌های اخلاقی برای پیگیری کل‌نگر زندگی، آرتا (پوروخ) به ثروتی اشاره دارد که به روش اخلاقی با هدایت دارما به‌دست می‌آید و کاما (انبام) به لذت و برآورده شدن خواسته‌های فرد اشاره دارد؛ همچنین توسط دارما هدایت می‌شود. به گفته جی. آرونادوی، اهداف متناظر پوروخ و انبام مطلوب هستند، اما هر دو باید توسط انعام تنظیم شوند. طبق سنت فلسفی هندی، باید به ثروت و دارایی که می‌توان از آن فراتر رفت یا با بی‌تفاوتی و آگاهی جستجو کرد، بی‌تفاوت ماند و لذت باید آگاهانه و بدون آسیب رساندن به کسی برآورده شود. سنت هندی همچنین معتقد است که تنش ذاتی بین آرتا و کاما وجود دارد. بنابراین، ثروت و لذت را باید با «عمل همراه با انصراف» (نیشکما کارما) دنبال کرد، یعنی برای رفع این تنش باید بدون ولع عمل کرد.[س]
محتوای «تیروکورال» به گفته زولبیل:
کتاب اول—کتاب فضیلت (۳۸ فصل)
- فصل ۱. در ستایش خداوند (கடவுள் வாழ்த்து kaṭavuḷ vāḻttu): زوج‌های ۱–۱۰
- فصل ۲. تعالی باران (வான் சிறப்பு vāṉ ciṟappu): 11–20
- فصل ۳. عظمت کسانی که دست برداشته‌اند (நீத்தார் பெருமை nīttār perumai): 21–30
- فصل ۴. تصدیق قدرت فضیلت (அறன் வலியுறுத்தல் aṟaṉ valiyuṟuttal): 31–40
- فصل ۵. زندگی خانوادگی (இல்வாழ்க்கை ilvāḻkkai): 41–50
- فصل ۶. خوبی‌های همسر (வாழ்க்கைத்துணை நலம் vāḻkkaittuṇai nalam): 51–60
- فصل ۷. به‌دست آوردن پسران (புதல்வரைப் பெறுதல் putalvaraip peṟutal): 61–70
- فصل ۸. داشتن عاطفه (அன்புடைமை aṉpuṭaimai): 71–80
- فصل ۹. مهمان‌نوازی (விருந்தோம்பல் viruntōmpal): 81–90
- فصل ۱۰. گفتار مهربانانه (இனியவை கூறல் iṉiyavai kūṟal): 91–100
- فصل ۱۱. سپاس‌گزاری (செய்ந்நன்றி அறிதல் ceynnaṉṟi aṟital): 101–110
- فصل ۱۲. بی‌طرفی (நடுவு நிலைமை naṭuvu nilaimai): 111–120
- فصل ۱۳. خودکنترلی (அடக்கமுடைமை aṭakkamuṭaimai): 121–130
- فصل ۱۴. رفتار زیبا (ஒழுக்கமுடைமை oḻukkamuṭaimai): 131–140
- فصل ۱۵. طمع نداشتن به همسر دیگری (பிறனில் விழையாமை piṟaṉil viḻaiyāmai): 141–150
- فصل ۱۶. بردباری (பொறையுடைமை poṟaiyuṭaimai): 151–160
- فصل ۱۷. نداشتن حسادت (அழுக்காறாமை aḻukkāṟāmai): 161–170
- فصل ۱۸. طمع نکردن (வெஃகாமை veḵkāmai): 171–180
- فصل ۱۹. بدگویی از غایب (புறங்கூறாமை puṟaṅkūṟāmai): 181–190
- فصل ۲۰. صحبت نکردن کلمات بی‌معنی (பயனில சொல்லாமை payaṉila collāmai): 191–200
- فصل ۲۱. ترس از اعمال شیطانی (தீவினையச்சம் tīviṉaiyaccam): 201–210
- فصل ۲۲. تشخیص وظیفه (ஒப்புரவறிதல் oppuravaṟital): 211–220
- فصل ۲۳. بخشش (ஈகை īkai): 221–230
- فصل ۲۴. شهرت (புகழ் pukaḻ): ۲۳۱–۲۴۰
- فصل ۲۵. داشتن احسان (அருளுடைமை aruḷuṭaimai): 241–250
- فصل ۲۶. پرهیز از گوشت (گیاه‌خواری) (புலான் மறுத்தல் pulāṉmaṟuttal): 251–260
- فصل ۲۷. توبه (தவம் tavam): 261–270
- فصل ۲۸. رفتار ناسازگار (கூடாவொழுக்கம் kūṭāvoḻukkam): 271–280
- فصل ۲۹. عدم تقلب (கள்ளாமை kaḷḷāmai): 281–290
- فصل ۳۰. صداقت (வாய்மை vāymai): 291–300
- فصل ۳۱. دوری از خشم (வெகுளாமை vekuḷāmai): 301–310
- فصل ۳۲. عدم ایجاد درد (இன்னா செய்யாமை iṉṉāceyyāmai): 311–320
- فصل ۳۳. نکشتن (கொல்லாமை kollāmai): 321–330
- فصل ۳۴. بی‌ثباتی چیزهای زمینی (நிலையாமை nilaiyāmai): 331–340
- فصل ۳۵. انصراف (துறவு tuṟavu): 341–350
- فصل ۳۶. ادراک حقیقت (மெய்யுணர்தல் meyyuṇartal): 351–360
- فصل ۳۷. ریشه‌کن کردن امیال (அவாவறுத்தல் avāvaṟuttal): 361–370
- فصل ۳۸. اعمال گذشته (ஊழ் ūḻ = karma): 371–380

کتاب دوم - کتاب سیاست (۷۰ فصل)
- فصل ۳۹. عظمت یک پادشاه (இறைமாட்சி iṟaimāṭci): 381–390
- فصل ۴۰. یادگیری (கல்வி kalvi): 391–400
- فصل ۴۱. جهل (கல்லாமை kallāmai): 401–410
- فصل ۴۲. یادگیری از طریق گوش دادن (கேள்வி kēḷvi): 411–420
- فصل ۴۳. داشتن دانش (அறிவுடைமை aṟivuṭaimai): 421–430
- فصل ۴۴. تصحیح عیوب (குற்றங்கடிதல் kuṟṟaṅkaṭital): 431–440
- فصل ۴۵. طلب یاری از بزرگان (பெரியாரைத் துணைக்கோடல் periyārait tuṇaikkōṭal): 441–450
- فصل ۴۶. اجتناب از تداعی‌های بد (சிற்றினஞ்சேராமை ciṟṟiṉañcērāmai): 451–460
- فصل ۴۷. عمل پس از بررسی صحیح (தெரிந்து செயல்வகை terintuceyalvakai): 461–470
- فصل ۴۸. شناخت قدرت (வலியறிதல் valiyaṟital): 471–480
- فصل ۴۹. شناخت فرصت (காலமறிதல் kālamaṟital): 481–490
- فصل ۵۰. شناخت مکان (இடனறிதல் iṭaṉaṟital): 491–500
- فصل ۵۱. انتخاب و اعتماد (தெரிந்து தெளிதல் terintuteḷital): 501–510
- فصل ۵۲. انتخاب و استخدام (தெரிந்து வினையாடல் terintuviṉaiyāṭal): 511–520
- فصل ۵۳. گرامی داشتن خویشاوندان (சுற்றந்தழால் cuṟṟantaḻāl): 521–530
- فصل ۵۴. فراموشی (பொச்சாவாமை poccāvāmai): 531–540
- فصل ۵۵. عصای راستی (செங்கோன்மை ceṅkōṉmai): 541–550
- فصل ۵۶. عصای ظالم (கொடுங்கோன்மை koṭuṅkōṉmai): 551–560
- فصل ۵۷. غیبت استبداد (வெருவந்த செய்யாமை veruvantaceyyāmai): 561–570
- فصل ۵۸. خیرخواهی (கண்ணோட்டம் kaṇṇōṭṭam): 571–580
- فصل ۵۹. جاسوسان (ஒற்றாடல் oṟṟāṭal): 581–590
- فصل ۶۰. انرژی (ஊக்கமுடைமை ūkkamuṭaimai): 591–600
- فصل ۶۱. سستی (மடியின்மை maṭiyiṉmai): 601–610
- فصل ۶۲. تلاش مردانه (ஆள்வினையுடைமை āḷviṉaiyuṭaimai): 611–620
- فصل ۶۳. ناامید نشدن در مشکل (இடுக்கண் அழியாமை iṭukkaṇ aḻiyāmai): 621–630
- فصل ۶۴. وزارت (அமைச்சு amaiccu): 631–640
- فصل ۶۵. قدرت در گفتار (சொல்வன்மை colvaṉmai): 641–650
- فصل ۶۶. پاکی در عمل (வினைத்தூய்மை viṉaittūymai): 651–660
- باب ۶۷. استواری در اعمال (வினைத்திட்பம் viṉaittiṭpam): 661–670
- فصل ۶۸. روش عمل (வினை செயல்வகை viṉaiceyalvakai): 671–680
- فصل ۶۹. فرستاده (தூது tūtu): 681–690
- فصل ۷۰. رفتار در حضور پادشاه (மன்னரைச் சேர்ந்தொழுதல் maṉṉaraic cērntoḻutal): 691–700
- فصل ۷۱. معرفت به نشانه‌ها (குறிப்பறிதல் kuṟippaṟital): 701–710
- فصل ۷۲. دانش در اتاق شورا (அவையறிதல் avaiyaṟital): 711–720
- فصل ۷۳. از شورا نترسید (அவையஞ்சாமை avaiyañcāmai): 721–730
- فصل ۷۴. زمین (நாடு nāṭu): 731–740
- فصل ۷۵. قلعه (அரண் araṇ): ۷۴۱–۷۵۰
- فصل ۷۶. راه‌های اندوختن مال (பொருள் செயல்வகை poruḷceyalvakai): 751–760
- فصل ۷۷. عظمت ارتش (படைமாட்சி paṭaimāṭci): 761–770
- فصل ۷۸. روحیه نظامی (படைச்செருக்கு paṭaiccerukku): 771–780
- فصل ۷۹. دوستی (நட்பு naṭpu): 781–790
- فصل ۸۰. بررسی دوستی‌ها (நட்பாராய்தல் naṭpārāytal): 791–800
- فصل ۸۱. آشنایی (பழைமை paḻaimai): 801–810
- فصل ۸۲. دوستی شیطانی (தீ நட்பு tī naṭpu): 811–820
- فصل ۸۳. دوستی بی‌وفا (கூடா நட்பு kūṭānaṭpu): 821–830
- فصل ۸۴. حماقت (பேதைமை pētaimai): 831–840
- فصل ۸۵. جهل (புல்லறிவாண்மை pullaṟivāṇmai): 841–850
- فصل ۸۶. خصومت (இகல் ikal): 851–860
- فصل ۸۷. تعالی نفرت (பகை மாட்சி pakaimāṭci): 861–870
- فصل ۸۸. مهارت در انجام نزاع (பகைத்திறந்தெரிதல் pakaittiṟanterital): 871–880
- فصل ۸۹. دشمنی پنهانی (உட்பகை uṭpakai): 881–890
- فصل ۹۰. توهین نکردن به بزرگ‌تر (பெரியாரைப் பிழையாமை periyāraip piḻaiyāmai): 891–900
- فصل ۹۱. رهبری شدن توسط زنان (பெண்வழிச் சேறல் peṇvaḻiccēṟal): 901–910
- فصل ۹۲. زنان وانتون (வரைவின் மகளிர் varaiviṉmakaḷir): 911–920
- فصل ۹۳. پرهیز از مشروب (கள்ளுண்ணாமை kaḷḷuṇṇāmai): 921–930
- فصل ۹۴. قمار (சூது cūtu): 931–940
- فصل ۹۵. پزشکی (மருந்து maruntu): 941–950
- فصل ۹۶. اشراف (குடிமை kuṭimai): 951–960
- فصل ۹۷. افتخار (மானம் māṉam): 961–970
- فصل ۹۸. عظمت (பெருமைperumai): 971–980
- فصل ۹۹. عالی عالی (சான்றாண்மை cāṉṟāṇmai): 981–990
- فصل ۱۰۰. احترام (பண்புடைமை paṇpuṭaimai): 991–1000
- فصل ۱۰۱. ثروت بیهوده (நன்றியில் செல்வம் naṉṟiyilcelvam): 1001–1010
- فصل ۱۰۲. شرم (நாணுடைமை nāṇuṭaimai): 1011–1020
- فصل ۱۰۳. در مورد تربیت خانواده (குடிசெயல்வகை kuṭiceyalvakai): 1021–1030
- فصل ۱۰۴. کشاورزی (உழவு uḻavu): 1031–1040
- فصل ۱۰۵. فقر (நல்குரவு nalkuravu): 1041–1050
- فصل ۱۰۶. درمان دارویی (இரவுiravu): 1051–1060
- فصل ۱۰۷. ترس از درماندگی (இரவச்சம் iravaccam): 1061–1070
- فصل ۱۰۸. رذالت (கயமை kayamai): 1071–1080

کتاب سوم - کتاب عشق (۲۵ فصل)
- فصل ۱۰۹. اختلال روانی ناشی از زیبایی زن (தகையணங்குறுத்தல் takaiyaṇaṅkuṟuttal): 1081–1090
- باب ۱۱۰. شناخت نشانه‌ها (குறிப்பறிதல்kuṟippaṟital): 1091–1100
- فصل ۱۱۱. شادی در پیوند جنسی (புணர்ச்சி மகிழ்தல் puṇarccimakiḻtal): 1101–1110
- فصل ۱۱۲. ستایش زیبایی او (நலம் புனைந்துரைத்தல் nalampuṉainturaittal): 1111–1120
- فصل ۱۱۳. اعلامیه تعالی عشق (காதற் சிறப்புரைத்தல் kātaṟciṟappuraittal): 1121–1130
- فصل ۱۱۴. رها شدن از اندوخته (நாணுத் துறவுரைத்தல் nāṇuttuṟavuraittal): 1131–1140
- فصل ۱۱۵. شایعه (அலரறிவுறுத்தல் alaraṟivuṟuttal): 1141–1150
- فصل ۱۱۶. جدایی تحمل‌ناپذیر است (பிரிவாற்றாமை pirivāṟṟāmai): 1151–1160
- باب ۱۱۷. شکایت از غیبت (படர் மெலிந்திரங்கல்paṭarmelintiraṅkal): 1161–1170
- فصل ۱۱۸. چشمان نگران اندوه (கண்விதுப்பழிதல் kaṇvituppaḻital): 1171–1180
- فصل ۱۱۹. رنگ‌پریدگی غم و اندوه (பசப்பறு பருவரல் pacappaṟuparuvaral): 1181–1190
- فصل ۱۲۰. اضطراب انفرادی (தனிப்படர் மிகுதி taṉippaṭarmikuti): 1191–1200
- فصل ۱۲۱. خاطرات غمگین (நினைந்தவர் புலம்பல் niṉaintavarpulampal): 1201–1210
- فصل ۱۲۲. رؤیاهای شب (கனவுநிலையுரைத்தல் kaṉavunilaiyuraittal): 1211–1220
- فصل ۱۲۳. نوحه در شامگاه (பொழுதுகண்டிரங்கல் poḻutukaṇṭiraṅkal): 1221–1230
- فصل ۱۲۴. هدر رفتن (உறுப்பு நலனழிதல் uṟuppunalaṉaḻital): 1231–1240
- فصل ۱۲۵. تک گویی (நெஞ்சொடு கிளத்தல் neñcoṭukiḷattal): 1241–1250
- فصل ۱۲۶. ذخایر اندوخته‌شده (நிறையழிதல் niṟaiyaḻital): 1251–1260
- فصل ۱۲۷. آرزوی بازگشت (அவர்வயின் விதும்பல் avarvayiṉvitumpal): 1261–1270
- باب ۱۲۸. قرائت آیات (குறிப்பறிவுறுத்தல் kuṟippaṟivuṟuttal): 1271–1280
- فصل ۱۲۹. تمایل به اتحاد مجدد (புணர்ச்சி விதும்பல் puṇarccivitumpal): 1281–1290
- باب ۱۳۰. مجادله با دل (நெஞ்சொடு புலத்தல் neñcoṭupulattal): 1291–1300
- فصل ۱۳۱. دعوای عاشق (புலவி pulavi): 1301–1310
- فصل ۱۳۲. حسادت‌های کوچک (புலவி நுணுக்கம் pulavi nuṇukkam): 1311–1320
- فصل ۱۳۳. لذت‌های اختلاف موقت (ஊடலுவகை ūṭaluvakai): 1321–1330

### ساختار
زولبیل بیان می‌کند که متن کورال اثر یک نویسنده واحد است، زیرا دارای یک «زبان، ساختار رسمی و محتوا» است. کورال یک گلچین نیست. تقسیم سه قسمتی (مپل) احتمالاً کار نویسنده است. با این حال، تقسیم‌بندی‌های فراتر از این سه، که به عنوان یال‌ها (iyals) شناخته می‌شوند، همان‌طور که در برخی از نسخه‌های خطی و تفاسیر باقی‌مانده یافت می‌شوند، احتمالاً افزوده‌های بعدی هستند، زیرا بین این زیرنویس‌ها در نسخه‌های خطی و زیرنویس‌های موجود در تفاسیر تاریخی تفاوت‌هایی وجود دارد.

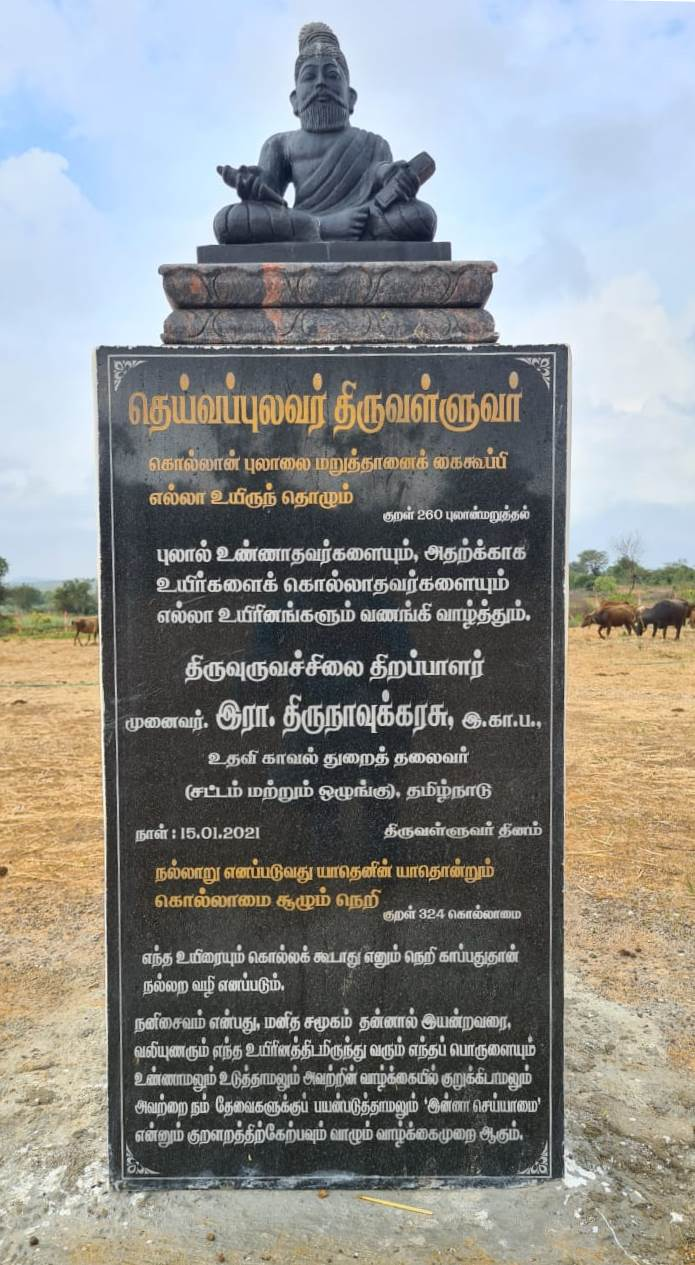
مجسمه والووار در پناهگاه حیوانات در تیرووالور. این پلاک آموزه‌های کورال در مورد اهیمسا و نکشتن حیوانات را توصیف می‌کند و آن‌ها را با تعریف گیاه‌خواری خلاصه می‌کند.

با شروع قرون وسطی، مفسران متن کورال را به گونه‌های مختلف به بخش‌های فرعی گوناگون تقسیم کرده‌اند و فصل‌های آن را دسته‌بندی کرده‌اند. ایده تقسیم تیروکورال به بخش‌های فرعی یال برای اولین بار توسط یک آیه تریوولا مالای منسوب به نانپالور سیرومدهاویار مطرح شد. مفسران قرون وسطی فصول کتاب اول را به گونه‌های مختلف به سه و چهار فصل تقسیم کرده‌اند و فصل‌های اصلی را تحت این تقسیم‌بندی‌ها دسته‌بندی کرده‌اند و بنابراین ترتیب فصل‌ها را تغییر داده‌اند. درحالی‌که پاریملالهاگار آن را به سه یال تقسیم کرد، دیگران آن را به چهار یال تقسیم کردند، که برخی از مفسران قرن بیستم آن را به شش رساندند. کتاب دوم به گونه‌های مختلف بین سه و شش یال تقسیم شده‌است. فصل‌های کتاب سوم به‌طور متفاوتی بین دو تا پنج یال گروه‌بندی شده‌اند. برای مثال، تقسیم‌بندی‌های زیر یا یال در نسخه پاریملالهاگار یافت می‌شود که بسیار با نسخه ماناککوداوار متفاوت است:
- فصل ۱–۴: مقدمه
- فصل ۵–۲۴: فضیلت داخلی
- فصل ۲۵–۳۸: فضیلت زاهدانه
- فصل‌های ۳۹–۶۳: حق‌الامتیاز، ویژگی‌های رهبر مردان
- فصل ۶۴–۷۳: رعیت و حاکم
- فصل‌های ۷۴–۹۶: بخش‌های اساسی دولت، زیرکی در زندگی عمومی
- فصل ۹۷–۱۰۸: رسیدن به کمال در زندگی اجتماعی
- فصل ۱۰۹–۱۱۵: عشق پنهان
- فصل ۱۱۶–۱۳۳: عشق ازدواج

محققان و ناشران مدرن عمدتاً از الگوی پاریملالهاگار برای شماره‌گذاری دوبیتی، ترتیب فصل‌ها و گروه‌بندی فصل‌ها در یال پیروی می‌کنند.
این تقسیم‌بندی‌ها احتمالاً افزوده‌های بعدی هستند، اما خود دوبیتی‌ها به‌شکل اصلی حفظ شده‌اند و شواهدی مبنی بر تجدید نظر یا دخل و تصرف‌های بعدی در دوبیتی‌ها وجود ندارد. بنابراین، با وجود این تقسیم‌بندی‌های بعدی توسط مفسران قرون وسطی، هم فضایل اهلی و هم فضایل زاهدانه در کتاب اول خطاب به صاحب‌خانه یا عوام است. همان‌طور که یو هسی بیان می‌کند، «والووار از وظایف افراد عادی صحبت می‌کند که در موقعیت‌های مختلف به عنوان پسر، پدر، شوهر، دوست، شهروند و غیره عمل می‌کنند.» از نظر آ. گوپالاکریشنان، فضایل زاهدانه در کورال به‌معنای دست کشیدن از زندگی خانوادگی یا دنبال کردن زندگی مرسوم زاهدانه نیست، بلکه تنها به ترک امیال نامتعادل و داشتن خویشتن‌داری اشاره دارد، که از هر فردی انتظار می‌رود. به گفته جوآن پونزو واگهورن، استاد دین و مطالعات آسیای جنوبی در دانشگاه سیراکیوز، کورال «موعظه‌ای در مورد زندگی صالح برای صاحب‌خانه است.»
دسته‌بندی دوبیتی‌ها مانند تقسیم سه‌قسمتی و بر خلاف تقسیمات فرعی از آن نویسنده است. هر موضوعی که والووار در کار خود به آن می‌پردازد در ده دوبیتی ارائه می‌شود که یک فصل را تشکیل می‌دهند، و فصل معمولاً با استفاده از کلمه کلیدی موجود در دوبیتی‌های موجود در آن نام‌گذاری می‌شود. استثناهای این قرارداد در هر سه کتاب متن کورال مانند فصل ۱ در کتاب انعام، فصل ۷۸ در کتاب پوروخ و فصل ۱۱۷ در کتاب انبام یافت می‌شود که در آن کلمات به‌کار رفته در عنوان فصول در هیچ‌کجای دوبیتی‌های فصل یافت نمی‌شود. در این‌جا نیز عناوین تمام فصول متن کورال توسط خود والووار آورده شده‌است. به گفته اس‌ان کانداسامی، نام‌گذاری فصل اول متن 'کورال' مطابق با قراردادهای مورد استفاده در تولکاپیام است.
به گفته زولبیل، محتوای متن کورال «بی‌تردید الگودار» و دارای «ساختار بسیار دقیق» است. هیچ شکاف ساختاری در متن وجود ندارد و هر دوبیتی برای کل «ساختاریافته» ضروری است. برای هر دوبیتی دو معنای متمایز وجود دارد؛ یعنی معنای ساختاری و ضرب‌المثلی. دوبیتی‌ها در شکل مجزای خود، یعنی وقتی از متن فصل ۱۰ زوجی حذف می‌شوند، معنای ساختاری خود را از دست می‌دهند، اما معنای «گفتار حکیمانه، اصل اخلاقی» را حفظ می‌کنند. دوبیتی «شکل کاملی است که در درجات متفاوتی از کیفیات عروضی و بلاغی شعر عرفانی برخوردار است». دوبیتی‌ها در ساختار فصل، معنای ساختاری خود را به‌دست می‌آورند و آموزش کامل‌تر نویسنده را آشکار می‌کنند. زولبیل بیان می‌کند که این الگوی بالاتر در متن کورال است و در نهایت در رابطه با کل اثر، در کلیت ساختار خود کمال می‌یابند. زولبیل بیان می‌کند، از نظر جریان ساختاری، متن خواننده را از «حالت ناقص» انسان که در فصل‌های اولیه ضمنی به آن اشاره شده بود، به وضعیت «اخلاقی، فکری و عاطفی کامل» انسانی که به‌عنوان یک شوهر و شهروند زندگی می‌کند، سوق می‌دهد. در اصطلاح شعری، شعر و قصیده را در دیکشنری به شیوه‌ای «مطمئن، قوی، نیرومند و مختصر» در هم می‌آمیزد. زولبیل آن را متنی اخلاقی می‌نامد که رویکردی جهانی، اخلاقی و عملی به زندگی را بیان می‌کند. به گفته مهدوان، ولووار در طول اثر بیش‌تر به مضمون توجه دارد تا جذابیت زبانی نوشته‌اش.

### ماده
متن کورال ایده‌آلیسم عمل‌گرایانه است؛ با تمرکز بر ـ «انسان در کلیت روابط خود». این اثر علی‌رغم این‌که اثری کلاسیک است، فضای کمی برای هر گونه برتری شاعرانه دارد. به گفته زولبیل، متن «شعر واقعی و عالی» را در سرتاسر اثر نشان نمی‌دهد، به‌جز در کتاب سوم (انبام) که به عشق و لذت می‌پردازد. به گفته محققان، این تأکید بر ماده به جای شعر، نشان می‌دهد که هدف اصلی والووار تولید یک اثر هنری نبود، بلکه متنی آموزنده متمرکز بر حکمت، عدالت و اخلاق بود.
متن کورال با توسل به خدا آغاز می‌شود و سپس باران را به‌دلیل این‌که زنده‌کننده همه اشکال حیات روی زمین است ستایش می‌کند. پیش از آن‌که مقدمه را با تأکید بر ارزش انعام یا فضیلت به پایان برساند، به بیان صفات انسان صالح می‌پردازد. هم‌چنان در هر عملی در زندگی به انعام می‌پردازد و آن را با فصلی در مورد جبر تکمیل می‌کند. والووار باران را فقط در کنار خدا ستایش می‌کند، زیرا با کمک به کشاورزی، غذا را فراهم می‌کند و به‌عنوان اساس یک زندگی اقتصادی باثبات عمل می‌کند، که نویسنده بعداً در کتاب دوم متن کورال آن را مهم‌ترین فعالیت اقتصادی عنوان می‌کند.
سه کتاب کورال اساس انعام یا دارما (فضیلت) را به‌عنوان سنگ بنای خود قرار داده‌اند، که نتیجه آن این است که این اثر در مجموع صرفاً به‌عنوان انعام نامیده می‌شود. والووار معتقد است که انعام برای همه مشترک است، صرف‌نظر از این‌که شخص حامل تخت روان باشد یا سوار بر آن باشد. به گفته آلبرت شوایتزر، این ایده که عمل خوب باید به‌خاطر خودش انجام شود از دوبیتی‌های مختلف در متن کورال سرچشمه می‌گیرد. متن اثری پراگماتیک جامع است که در بخش اول فلسفه، در بخش دوم علوم سیاسی و در بخش سوم شعر را ارائه می‌کند. از سه کتاب ادبیات کورال، کتاب دوم در سیاست و سلطنت (پوروخ) تقریباً دو برابر کتاب اول و سه برابر کتاب سوم است. ولووار در ۷۰۰ دوبیتی در مورد پوروخ (۵۳ درصد متن)، بیش‌تر به بحث دولت‌داری و جنگ می‌پردازد. درحالی‌که سایر متون سنگام چهار عمل غیراخلاقی گوشت‌خواری، مصرف الکل، تعدد زوجات و فحشا را تأیید و حتی تجلیل کرده‌اند، کورال به‌شدت آن‌ها را به‌عنوان جنایت محکوم می‌کند، و این برای اولین بار در تاریخ سرزمین تامیل افتاد.
کورال بر اساس آموزه اهیمسا است. به گفته شوایتزر، کورال «برای فرمان نکشتن و آسیب نرساندن ایستاده‌است.» بر این اساس، والووار به صاحب‌خانه حکم می‌کند که از خوردن گوشت دست بکشد «تا مرد فضل شود». درحالی‌که کتاب مقدس و سایر متون ابراهیمی فقط سلب جان انسان را محکوم می‌کند، کورال صریحاً «قبض زندگی» را، صرف‌نظر از این‌که موجود انسان باشد یا حیوان، محکوم می‌کند. بزرگ‌ترین فضایل شخصی بر اساس متن کورال، عدم کشتن است، و به‌دنبال آن صداقت، و دو گناه بزرگی که والووار به‌شدت احساس می‌کند ناسپاسی به‌شمار می‌آید، شکرگزاری نکردن و گوشت‌خواری است.[ش]
به گفته نالاسوامی پیلای، کورال با هر اثر دیگری در مورد اخلاق تفاوت دارد زیرا از اخلاقیاتی پیروی می‌کند که به‌طور شگفت‌انگیزی از اخلاق الهی است، برای مثال در متن کتاب عشق. به قول گوپالکریشنا گاندی، والووار نظرات خود را در مورد اخلاق فردی حتی در کتاب عشق حفظ می‌کند، جایی که با توصیف قهرمان به‌عنوان «مردی تک زن» بدون صیغه، می‌توان انتظار نرمش شاعرانه‌تری داشت. در یک زمینه اجتماعی و سیاسی، متن کورال شجاعت و پیروزی در طول جنگ را ستایش می‌کند و حکم اعدام برای شرور را تنها به‌عنوان وسیله‌ای برای عدالت توصیه می‌کند.
به گفته کاوشیک روی، متن کورال در ماهیت، کلاسیک واقع‌گرا و پراگماتیسم است و سندی عرفانی و صرفاً فلسفی نیست. والووار نظریه دولت خود را با استفاده از شش عنصر ارائه می‌دهد: ارتش (پاتای)، رعایا (کوتی)، گنج (کول)، وزیران (آمایکو)، متحدان (ناپتو)، و قلعه‌ها (آران). والووار همچنین قلعه‌ها و سایر زیرساخت‌ها، ذخایر و ذخیره‌سازی مواد غذایی را برای مقابله با محاصره توصیه می‌کند. یک پادشاه و ارتش او باید همیشه برای جنگ آماده باشند، و باید در مکان و زمان مناسب، زمانی که وضعیت اقتضا می‌کند، و به‌ویژه علیه پادشاهی‌های ضعیف اخلاقی و فاسد، حمله‌ای خشونت‌آمیز را آغاز کنند. یک پادشاهی خوب و قوی باید با دژهای ساخته‌شده از دیوارهای ضخیم، مرتفع و غیرقابل نفوذ محافظت شود. این متن یک سازمان نظامی سلسله‌مراتبی را با سربازان بی‌باک که مایل به جان باختن در جنگ هستند، توصیه می‌کند، که از مفاهیم هندو از رئالیسم غیرعرفانی و آمادگی برای جنگ استفاده می‌کند.

«عصای پادشاه تکیه‌گاه محکم وداهای برهمن و همه فضایل توصیف‌شده در آن است.»

(کورال ۵۴۳; جان لازاروس 1885 & ای.کی. آنانتاناتام 1994).
متن کورال دموکراسی را توصیه نمی‌کند. بلکه حق امتیازی را با وزرای مقید به منشور اخلاقی و نظام عدالت می‌پذیرد. نگرجان بیان می‌کند، به پادشاه این متن «نقش تولید، کسب، حفظ، و توزیع ثروت» اختصاص داده شده‌است. وظیفه پادشاه ارائه یک حکومت عادلانه، بی‌طرفی و شجاعت در محافظت از رعایای خود و اجرای عدالت و مجازات است. متن از مجازات اعدام برای شروران در کتاب پوروخ حمایت می‌کند، اما این کار را تنها پس از تأکید بر عدم کشتن به‌عنوان فضیلت شخصی هر فرد در کتاب انعام انجام می‌دهد. کورال در برابر ظلم و مماشات هشدار می‌دهد؛ با این پیشنهاد که چنین رفتار از سوی سلطنت باعث بلایای طبیعی می‌شود، ثروت دولت را تحلیل می‌برد و در نهایت منجر به از دست دادن قدرت و رفاه می‌شود.
والووار به‌جای یک متخصص در هر زمینه خاص، یک متخصص عمومی باقی ماند. او هرگز به موارد خاص تن نداد، بلکه همیشه بر اصول اساسی اخلاق تأکید داشت. این را می‌توان در سراسر متن کورال مشاهده کرد: درحالی‌که ولووار در مورد پرستش خدا صحبت می‌کند، از ذکر شیوه عبادت خودداری می‌کند. او از خدا به‌عنوان «واقعیت غایی» یاد می‌کند، بدون این‌که او را به هیچ نامی بخواند. او در مورد سرزمین، روستا، کشور، سلطنت و پادشاه صحبت می‌کند، اما هرگز آن‌ها را به هیچ نامی معرفی نمی‌کند. هر چند از ارزش خواندن و تلاوت متون آسمانی یاد می‌کند، هرگز از آن‌ها نام نمی‌برد. او در مورد ارزش‌های خیریه صحبت می‌کند، بدون این‌که قوانینی برای آن وضع کند. با وجود این‌که او بارها بر اهمیت یادگیری تأکید می‌کند، هرگز آنچه را که باید یادگرفت، نمی‌گوید. او مالیات را در حکم‌رانی توصیه می‌کند اما هیچ نسبتی جمع‌آوری آن را پیشنهاد نمی‌کند.

### تشبیه‌ها و شبه‌تناقض‌ها

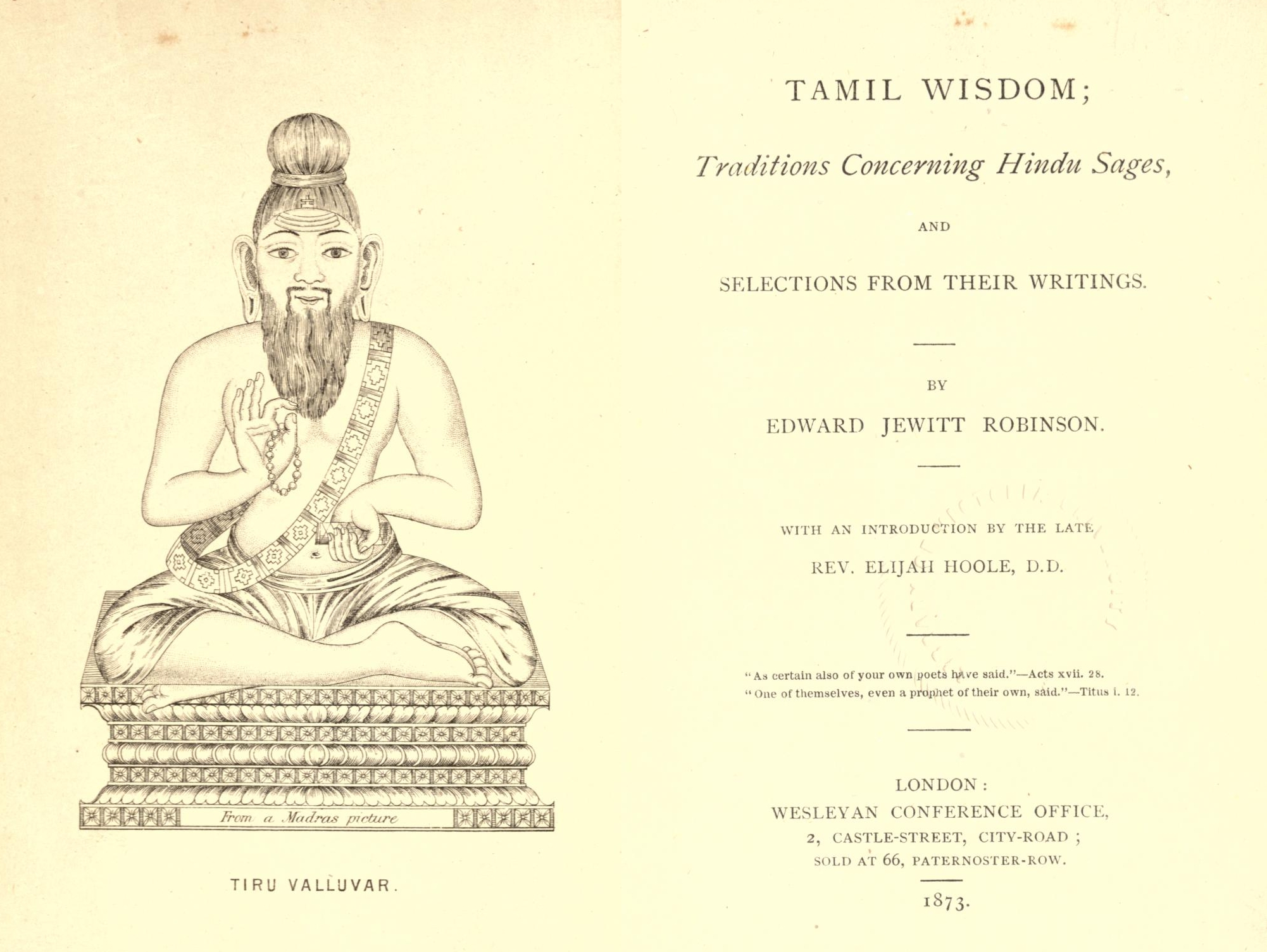
حکمت تامیل، توسط ادوارد جویت رابینسون، ۱۸۷۳، با پرتره والووار

حکمت تامیل، توسط ادوارد جویت رابینسون، ۱۸۷۳، با پرتره سنتی Valluvar
محققان ادعا می‌کنند که والووار نگران این نبوده که هنگام نوشتن فصل‌های بعدی، از چه تشبیه‌ها و مضاف‌هایی استفاده کند، و عمداً اجازه می‌دهد تا برخی از تکرارها و تضادهای آشکار در ایده‌هایی در متن کورال یافت شود. علیرغم دانستن ماهیت به‌ظاهر متناقض آن از دیدگاهی ناب، گفته می‌شود که نویسنده از این روش برای تأکید بر اهمیت کد اخلاقی داده‌شده استفاده می‌کند. در زیر برخی از مواردی که از به‌عنوان شبه‌تناقض‌ها برای توضیح فضایل استفاده شده، نقل شده‌است.
- درحالی‌که در فصل ۹۳ والووار در مورد مضرات مستی می‌نویسد،[۱۸۱] در فصل ۱۰۹ از همین مطلب برای نشان دادن شیرینی عشق با گفتن «عشق شیرین‌تر از شراب» استفاده می‌کند.[۱۸۲]
- در پاسخ به این سؤال که " «ثروت اصلی از میان همه ثروت‌ها چیست؟» به دو چیز متفاوت اشاره می‌کند، یعنی لطف (کورال ۲۴۱) و شنوایی (کورال 411).[۱۷۹]
- ولووار در خصوص فضائلی که حتی به قیمت تمام شدن فضایل دیگر باید سخت دنبال کرد، به صداقت (کورال ۲۹۷)، طمع نکردن به همسر دیگری (کورال ۱۵۰) و تهمت نگفتن (کورال ۱۸۱) اشاره می‌کند. با این حال، در فصل ۳۳ او سلطنت‌های غیرخون‌خوار نکشیدن را به‌عنوان برترین فضیلت‌ها معرفی می‌کند، و حتی فضیلت صداقت را به مقام دوم می‌برد (کورال 323).[۱۸۳]
- درحالی‌که می‌گوید می‌توان آنچه را که طبیعی یا فطری است بیرون انداخت (کورال ۳۷۶)،[۱۸۴][۱۸۵] اشاره می‌کند که با رهایی از تنبلی می‌توان بر عیب‌های ذاتی طبیعی فائق آمد (کورال 609).[۱۸۶]
- در فصل ۷ ادعا می‌کند که بزرگ‌ترین سودی که انسان می‌تواند به‌دست‌آورد، فرزندان دانشمندشان است (کورال ۶۱)،[۱۸۷][۱۸۸] اما در فصل ۱۳ او می‌گوید که آن چیزی است که از طریق خویشتن‌داری به‌دست می‌آید (کورال 122).[۱۸۹]

پیوندهای اخلاقی بین این آیات از زمان تفاسیر قرون وسطی روشن شده‌است. به عنوان مثال، پاریمله‌الهاگر در تفسیر خود پیوندهای اخلاقی بین دوبیتی‌های ۳۸۰ و ۶۲۰، ۴۸۱ و ۱۰۲۸، ۳۷۳ و ۳۹۶ و ۳۸۳ و ۶۷۲ را روشن می‌کند.

## تفسیر و ترجمه

### تفسیرها

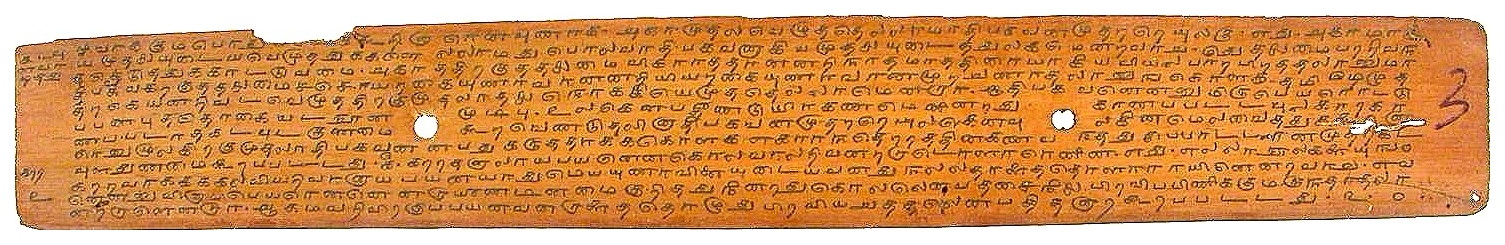
نسخه خطی برگ نخل تیروکوناخ

کورال یکی از تمام آثار موجودیی است که در ادبیات تامیل مورد بازبینی قرار گرفته‌است، و تقریباً هر محقق برجسته تامیل تفسیر یا تأویلی (توضیح به نثر یا منظوم) که در تامیل به نام اورای شناخته می‌شود، بر آن نوشته‌است.[ص] برخی از ادبیات تامیل که پس از نقل‌قول کورال سروده شده‌است، دوبیتی‌های آن را در متون خود به عاریت گرفته‌اند. به گفته آراویندان، این متون را می‌توان نخستین تفسیرهای متن کورال دانست.
در قرن دهم میلادی و پس از آن، تفسیرهای اختصاصی بر متن کورال ظهور کرد. حداقل ده تفسیر قرون وسطایی وجود داشت که تنها شش مورد از آن‌ها تا عصر مدرن باقی مانده‌است. ده مفسر قرون وسطی عبارتند از کالینگار، ملار، تیرومالیار، پاریدیار، ناچار، داماتار، دهرومار، ماناککوداوار، پری پرومال و پاریملالهاگار، که همگی بین قرن ۱۰ و ۱۳ پس از میلاد زندگی می‌کردند. از این میان تنها آثار ماناککوداوار، پاریدیار، کالینگار، پری پرومال و پریملالهاگار امروزه موجود است. آثار دهرومار، داماتار و ناچار فقط تا حدی در دست‌رس هستند. تفسیرهای تیرومالیار و ملار کاملاً از بین رفته‌است. شناخته‌شده‌ترین آن‌ها تفاسیر پاریملالهاگار، کالینگار و ماناککوداوار است. در میان ده تفسیر قرون وسطی، محققان در مجموع ۹۰۰ دوبیتی، از جمله ۲۱۷ دوبیتی در کتاب اول، ۴۸۷ دوبیتی در کتاب دوم، و ۱۹۶ دوبیتی، انواع املا، هم‌آوایی و دیگر متن‌های جزئی را در کتاب سوم یافته‌اند.

«والووار متخصص حیله‌گری است که با خویشتن‌داری فوق‌العاده و هوشیاری هنرمندانه، کلام خود را با معنا می‌سازد و به تندی باورنکردنی و چگالی غیرقابل کاهشی دست می‌یابد؛ بنابراین مفسران او باید هر کلمه‌ای را تا آخرین قطره معنی آن فشرده کنند که تسلیم شود.»

— اس. ماهارجان، 1979.
شناخته‌شده‌ترین و تأثیرگذارترین تفسیر تاریخی بر متن کورال، پاریملالهاگار ویروتی است. این کتاب توسط پاریملالهاگار، یک برهمن وایشناوا، که احتمالاً در کانچیپورام مستقر است، نوشته شده‌است، که در حدود یا قبل از ۱۲۷۲ پس از میلاد می‌زیسته‌است. همراه با متن کورال، این تفسیر به‌طور گسترده‌ای منتشر شده‌است، و به خودی خود یک اثر کلاسیک تامیل است. تفسیر پاریملالهاگار در طول قرن‌ها در بسیاری از نسخه‌های عامیانه و علمی باقی مانده‌است. نسخه‌ای علمی‌تر از این تفسیر توسط کریسناماچاریار در سال ۱۹۶۵ منتشر شد به گفته نورمن کاتلر، تفسیر پاریملالهاگار متن کورال را در چارچوب خود، و بر اساس مفاهیم و مقدمات الهیاتی هندوئیسم تفسیر می‌کند. تفسیر او از نزدیک آموزه‌های کورال را دنبال می‌کند، درحالی‌که هم ارزش‌های فرهنگی و هم ارزش‌های متنی تامیل نادو قرن سیزدهم و چهاردهم را منعکس می‌کند. کاتلر بیان می‌کند که متن والووار را می‌توان به روش‌های دیگری تفسیر و مانور داد.
علاوه بر ده تفسیر قرون وسطایی، حداقل سه تفسیر دیگر نیز توسط نویسندگان ناشناس قرون وسطایی نوشته شده‌است. یکی از آن‌ها تحت عنوان «پالهایا اورای «(به‌معنای تفسیر کهن) منتشر شد، درحالی‌که دومی بر اساس تفسیر پریدیار بود. سومین مورد در سال ۱۹۹۱ تحت عنوان «جاینا اورای» (به‌معنای تفسیر جین) توسط کتابخانه ساراسواتی در تانجاور منتشر شد. به دنبال این تفسیرهای قرون وسطایی، حداقل ۲۱ تفسیر ونپا بر کورال وجود دارد، از جمله صومسار مودومولی ونبا، موروگسار مودونری ونبا، سیواسیوا ونبا، ایرانگسا ونبا، وادامالای ونبا، دینکارا ونبا، و جینندرا ونبا، که همگی به صورت آیه تفسیر محسوب می‌شوند. تفسیر قرن ۱۶ توسط تیرومنی راثنا کویرایر، و تفسیر قرن ۱۹ توسط رامانوجا کویریار، برخی از آثار علمی شناخته‌شده قبل از قرن ۲۰ هستند.
چندین تفسیر مدرن در قرن ۱۹ و ۲۰ ظاهر شدند. از این میان، تفسیرهای کاویراجا پاندیتار و سوامیناتا ایر توسط محققان مدرن، کلاسیک در نظر گرفته شده‌اند. برخی از تفاسیر قرن بیستم عبارتند از تفسیرهای وو چیدامبارام پیلای آیوتی تاس، کی وادیولو چتیار،  کریشنامپت کوپوسامی مودالیار،  تیرو وی کا، بهاراتیداسان، کاداراکارو تیروکورالار وی مونوسامی، دوانیا پاوانار، کارونانیتی و سولومون پاپایا.
به گفته کی. مهنراج، تا سال ۲۰۱۳، حداقل ۴۹۷ تفسیر به زبان تامیل توسط ۳۸۲ محقق نوشته شده‌است که با ماناککوداوار از دوران قرون وسطی شروع شده‌است. از این تعداد حداقل ۲۷۷ محقق برای کل اثر شرح نوشته‌اند.

### ترجمه‌ها
کورال در ترجمه، پرتکرارترین متن باستانی تامیل بوده‌است. تا سال ۱۹۷۵، ترجمه‌های آن به حداقل ۲۰ زبان اصلی منتشر شده بود:
- زبان‌های هندی: سانسکریت، هندی، تلوگو، کانادا، مالایالام، بنگالی، مراتی، گجراتی، و اردو
- زبان‌های غیرهندی: برمه‌ای، مالایی، چینی، فیجیایی، لاتین، فرانسوی، آلمانی، روسی، لهستانی، سوئدی، تایلندی و انگلیسی

این متن احتمالاً در طول قرن‌ها توسط محققان هندی به زبان‌های هندی ترجمه شده‌است، اما دست‌نوشته‌های برگ نخل چنین ترجمه‌هایی نادر بوده‌است. برای مثال رانگاناتان، کتاب‌دار دانشگاه مدرس هند در دوران حکومت بریتانیا، یک ترجمه مالایایی را کشف کرد که در سال ۷۷۷ از تقویم مالایایی کپی شده بود، نسخه خطی که زولبیل آن را مربوط به اواخر قرن ۱۶ می‌داند.
این متن در دوران استعمار توسط مبلغان مسیحی به چندین زبان اروپایی ترجمه شد. اولین ترجمه به زبان اروپایی به زبان لاتین توسط کنستانزو بسچی انجام شد و در سال ۱۷۳۰ منتشر شد. با این حال، او فقط دو کتاب اول، یعنی فضیلت و ثروت را ترجمه کرد و کتاب عشق را کنار گذاشت زیرا ماهیت اروتیک و جنسی آن را برای یک مبلغ مسیحی نامناسب می‌دانست. اولین ترجمه فرانسوی توسط یک نویسنده ناشناس در حدود سال ۱۷۶۷ انجام شد که مورد توجه قرار نگرفت. اولین نسخه فرانسوی موجود توسط ای اس آریل در سال ۱۸۴۸ بود. باز هم کل اثر را ترجمه نشد و فقط بخش‌هایی از آن را ترجمه کرد. اولین ترجمه آلمانی توسط کارل گراول انجام شد که آن را در سال ۱۸۵۶ در لندن و لایپزیک منتشر کرد. گرائول علاوه بر این، این اثر را در سال ۱۸۵۶ به لاتین ترجمه کرد.

### مشکلات و تحریف‌های ترجمه

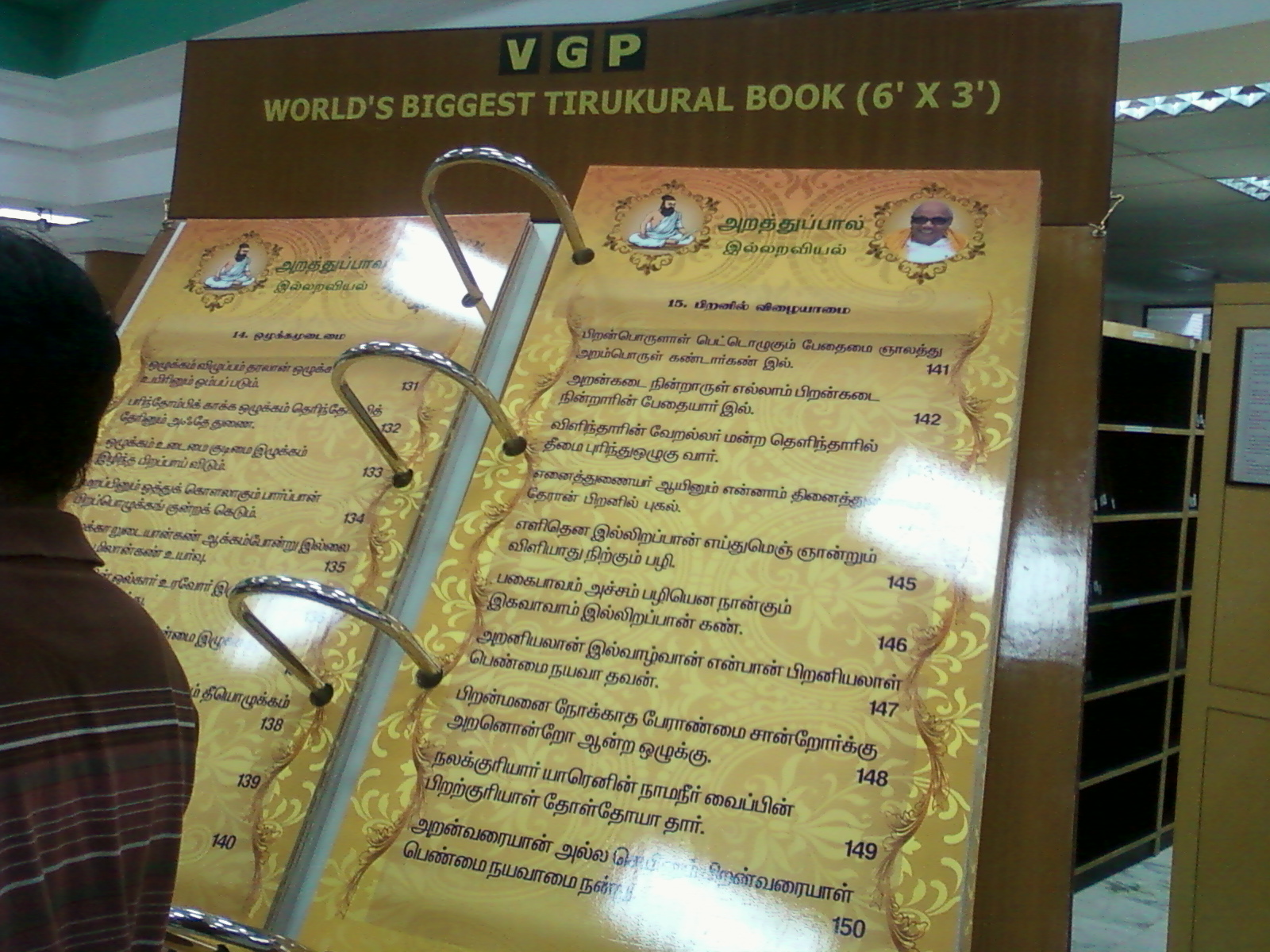
بزرگ‌ترین کتاب تیروکورال به نمایش گذاشته شده.

با فرم عروضی بسیار فشرده، متن کورال از متر پیچیده کورال ونبا استفاده می‌کند، که به‌دلیل تناسب برجسته‌اش با شعر عرفانی شناخته می‌شود. این شکل، که زولبیل آن را «شگفتی ایجاز و تراکم» می‌نامد، ارتباط نزدیکی با ویژگی‌های ساختاری زبان تامیل دارد و دشواری‌های زیادی را برای مترجمان آن ایجاد کرده‌است. هربرت آرتور پوپلی در مورد ترجمه کورال به زبان‌های دیگر اظهار می‌دارد: «در هیچ ترجمه‌ای غیرممکن است که بتوان زیبایی و قدرت نسخه اصلی را رعایت کرد». پس از ترجمه بخشی از متن کورال، کارل گرائول اظهار داشت: «هیچ ترجمه‌ای نمی‌تواند ایده‌ای از تأثیر جذاب آن را منتقل کند. این کار سیبی از طلاست در ظرفی از نقره.» زولبیل ادعا می‌کند که نمی‌توان به‌طور واقعی از اصول موجود در دوبیتی‌های کورال از طریق ترجمه لذت برد؛ کورال را باید در آن شکل اصلی تامیلی آن خواند و فهمید.
علاوه بر این مشکلات ذاتی در ترجمه، برخی از محققین کوشیده‌اند یا عقاید خود را در دوبیتی‌های کورال بخوانند یا عمداً پیام را اشتباه تفسیر کنند، تا آن را با تصورات از پیش ساخته خود مطابقت دهند. برای مثال، ترجمه لاتین توسط مبلغ مسیحی، پدر بسچی، حاوی چندین ترجمه نادرست از این دست است.
به گفته نورمن کاتلر، هم در گذشته و هم در دوران معاصر، کورال برای انعکاس ارزش‌های متنی و همچنین ارزش‌های فرهنگی نویسنده یا نویسنده‌ها بازتفسیر شده و مناسب است. در حدود ۱۳۰۰ پس از میلاد، محقق تامیلی، پاریملالهاگار، متن را در مقدمات و اصطلاحات برهمنی تفسیر کرد. درست مانند مبلغان مسیحی در دوران استعمار، این اثر را در مقدمات، عبارات و مفاهیم مسیحی خود می‌ریختند، برخی از دراویدیان‌های دوران معاصر نیز این اثر را برای پیشبرد اهداف و ارزش‌های سیاسی-اجتماعی خود بازتفسیر می‌کنند. این باعث شده‌است که تفسیرهای بسیار متفاوتی از نسخه اصلی ارائه شود.

## انتشار

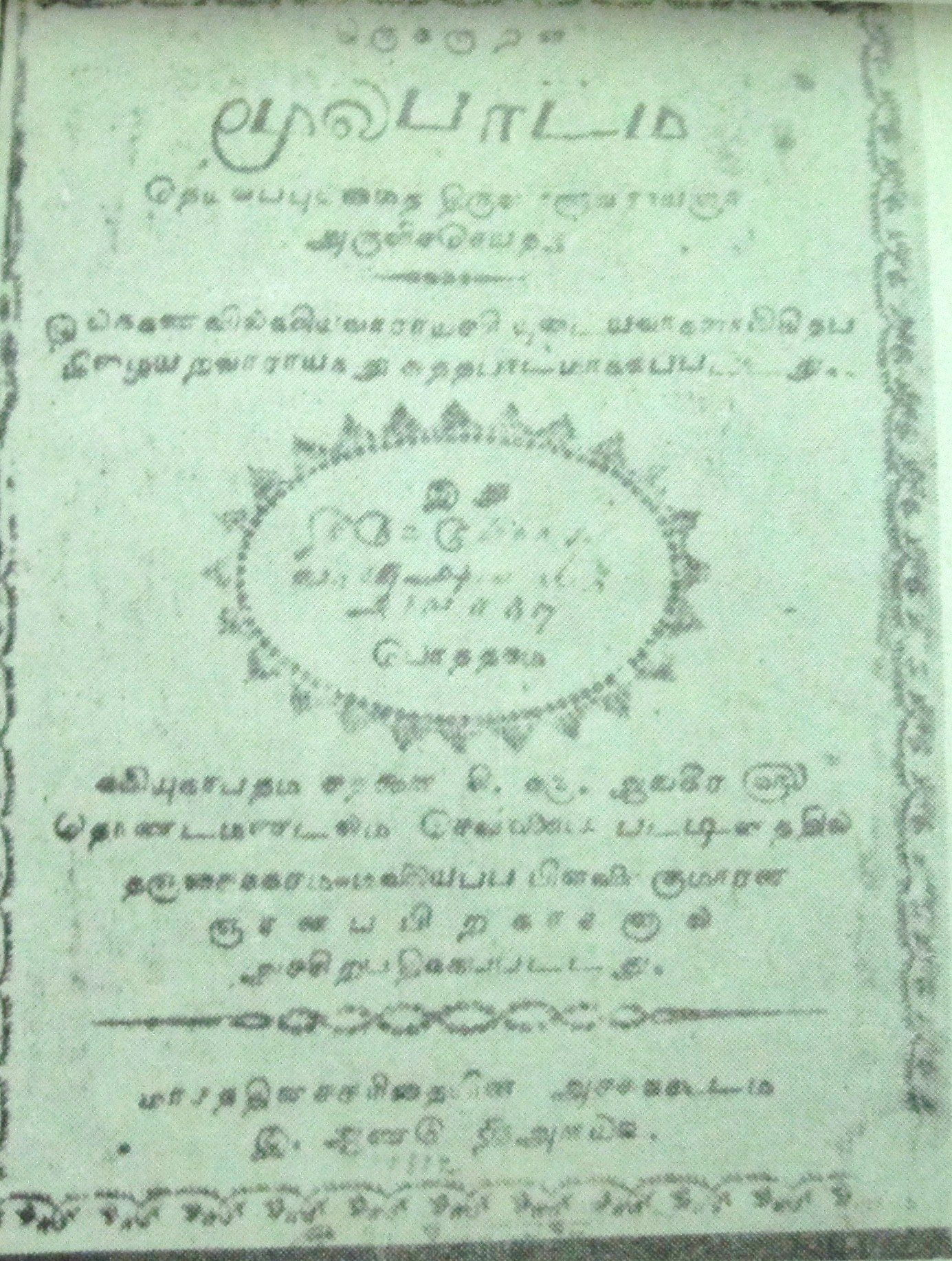
اولین نسخه شناخته‌شده کورال که در سال ۱۸۱۲، در تامیل منتشر شد.

تیروکورال در خارج از هند برای بیش از یک هزار سال ناشناخته ماند. همان‌طور که در سراسر شبه قاره هند باستان رواج داشت، علاوه بر نسخه‌های خطی برگ خرما، ادبیات کورال به‌صورت دهان‌به‌دهان از والدین به فرزندان و از مربیان به دانش‌آموزانشان، برای نسل‌ها در مناطق تامیل‌زبان جنوب هند منتقل شده بود. به گفته سانجیوی، اولین ترجمه این اثر به زبان مالایایی (کرالا) در سال ۱۵۹۵ منتشر شد.
اولین چاپ کاغذی تیروکورال قابل ردیابی در سال ۱۸۱۲ است، که به تلاش‌های ناناپیراکاچار مربوط می‌شود، که از بلوک‌های چوبی برجسته‌شده از خط‌های درخت خرما برای تولید نسخه‌هایی از تیروکورال همراه با نسخه‌های نالادیار استفاده کرد. در سال ۱۸۳۵ بود که هندی‌ها مجاز به تأسیس چاپ‌خانه شدند. کورال اولین کتابی بود که به زبان تامیل منتشر شد و پس از آن نالادیار منتشر شد. گفته می‌شود که وقتی فرانسیس وایت الیس، کارمند بریتانیایی در ریاست جمهوری مدرس و محقق تامیل و سانسکریت که در سال ۱۸۲۵ یک آکادمی تامیل را در چنای تأسیس کرده بود، از علاقه‌مندان تامیل خواست که «دست‌نوشته‌های تامیلی باستانی را برای انتشار نزد او بیاورند. کانداپان، پیش‌خدمت جورج هرینگتون، یک کارمند دولتی اروپایی در ناحیه مادورائی، دست‌نوشته‌های برگ نخل دست‌نویس متن کورال و همچنین تریوولار، مالایی و نالادیار را بین سال‌های ۱۸۲۵ و ۱۸۳۱ در انبوهی از برگ‌ها که برای پخت و پز استفاده می‌شد، پیدا کرد.

## مقایسه با دیگر ادبیات کهن

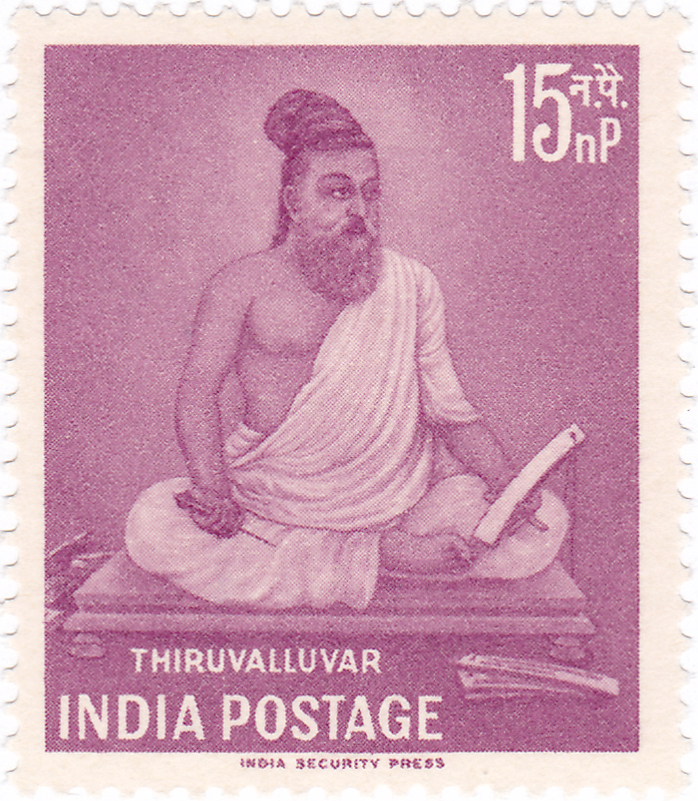
تمبر یادبود والووار، در سال ۱۹۶۰

متن کورال بخشی از سنت ادبی باستانی تامیل است، اما همچنین بخشی از «یک سنت بزرگ اخلاقی و آموزشی هندی» است؛ زیرا برخی از ابیات او «بی‌شک» ترجمه‌ای از آیات کلاسیک سانسکریت هستند. مضامین و ایده‌های تیروکوناخ - گاهی با شباهت‌های نزدیک و گاهی با تفاوت‌های چشم‌گیر - در منوسمرتی مانو، آرته شاستره چاناکیا، نیتیسارای کامانداکا، و کاما سوترا وتسیایانا نیز یافت می‌شوند. زولبیل بیان می‌کند که برخی از آموزه‌های تیروکورال بی‌شک بر اساس آثار موجود در ارته‌شاستره و منوسمرتی باستانی است.
به گفته زولبیل، تیروکورال «تعداد زیادی از خطوط» و عبارات را از متون قبلی تامیل وام گرفته‌است. برای مثال، عباراتی که در کورونتوکای یافت می‌شود (مجموعه [اشعار] کوتاه)، و چند سطر در نارینایی، که با فراخوان به ویشنو شروع می‌شود، در تیروکورال بعدی ظاهر می‌شود. نویسندگانی که پس از تألیف تیروکوناخ آمده‌اند، به‌طور مشابه از تیروکوناخ نقل کرده و وام گرفته‌اند. به‌عنوان مثال، پراباندها مانند تیروالووا مالایی، احتمالاً مربوط به قرن دهم پس از میلاد، مجموعه‌ای از تیروکورال هستند، و آیات نوشته‌شده در متری را که به خدایان، الهه‌ها و دانشمندان محترم تامیل نسبت داده شده‌است، نقل کرده و در آن جاسازی می‌کنند. به‌طور مشابه، داستان عاشقانه پرونکاتای (متن، «داستان بزرگ») احتمالاً در قرن نهم به نقل از تیروکورال سروده شده‌است و آموزه‌ها و اخلاق مشابهی را در خود جای داده‌است. آیه ۲۲٫۵۹–۶۱ مانیمکالای (یک حماسه عاشقانه بودایی) که احتمالاً در قرن ششم پس از میلاد نوشته شده‌است نیز تیروکورال را نقل می‌کند. این حماسه بودایی جینیسم را به سخره می‌گیرد و در عین حال اخلاق و آرمان‌هایی مشابه آنچه در کورال وجود دارد را در خود جای داده‌است.
آموزه‌های تیروکوناخ مشابه آموزه‌های موجود در آرتاساسترا است، اما در برخی جنبه‌ها متفاوت است. در نظریه دولت والووار، برخلاف کاوتیلیا، ارتش (پاتای) مهم‌ترین عنصر است. والووار توصیه می‌کند که یک ارتش خوب‌نگهداری‌شده و آموزش‌دیده، به رهبری یک فرمانده توانا و آماده برای رفتن به جنگ برای یک دولت ضروری است.
به گفته هاجلا، پورول متن کورال بر اساس اخلاق و خیرخواهی سنگ بنای آن است. تیروکورال تعلیم می‌دهد که وزرا و افرادی که در مناصب دولتی کار می‌کنند باید یک زندگی اخلاقی داشته باشند. برخلاف منوسمرتی، کورال به زنان موقعیت پست نمی‌دهد. تیروکوناخ همچنین به کاست‌ها یا هیچ سلسله‌ای از حاکمان و وزیران اهمیت نمی‌دهد. در متن آمده‌است که باید هر کسی را که فضیلت و مهربانی دارد برهمن نامید.

### ادبیات جهان
محققان آموزه‌های تیروکورال را با آموزه‌های دیگر افکار باستانی مانند گفته‌های کنفوسیوس در منتخبات کنفوسیوس، هیتوپادسا، پانچاتانترا، منوسمرتی، تیروماندیرام، امثال سلیمان در کتاب مقدس، گفته‌های بودا در آثار دهاماپدا و موارد دیگر مقایسه می‌کنند. و آثار اخلاقی منشأ فارسی مانند گلستان و بوستان. به علاوه کتب مقدس ادیان مختلف.
متن کورال و گفته‌های کنفوسیوسی که در منتخبات کنفوسیوس (به نام لون یو به‌معنای «سخنان مقدس») ثبت شده‌اند، شباهت‌هایی با هم دارند. هم والووار و هم کنفوسیوس بر کردار و رفتارهای اخلاقی یک فرد عادی تمرکز داشتند. مانند والووار، کنفوسیوس از عدالت حقوقی حمایت کرد، که شامل اصول انسانی، ادب، و تقوای فرزندی، علاوه بر فضایل خیرخواهی، عدالت، وفاداری و امانت‌داری به‌عنوان پایه‌های زندگی است. در حالی که آهیمسا یا عدم خشونت فضیلت اساسی سنت والوواری باقی می‌ماند، ذن موضوع اصلی سنت کنفوسیوس است. اتفاقاً والووار از دو جهت با کنفوسیوس تفاوت داشت. اول این‌که برخلاف کنفوسیوس، والووار شاعر بود. دوم، کنفوسیوس به موضوع عشق زناشویی نپرداخته‌است، که والووار یک بخش کامل را در کار خود به آن اختصاص داده‌است. تربیت کودک در اندیشه کنفوسیوس در مورد زایش انسان و خیرخواهی جامعه محوری است. منتخبات کنفوسیوس می‌گوید: «بنابراین یک حاکم روشن‌فکر به معیشت مردم خود را توجه می‌کند، تا اطمینان حاصل کند که بالاترین آن‌ها برای خدمت به والدین خود و پایین‌تر آن‌ها برای حمایت از همسران و فرزندان خود بکوشند.»[ط]

## استقبال
Depictions of Valluvar down the ages. Left: A Shaivite portrait of Valluvar; Right: Statue of Valluvar within the SOAS, University of London campus. متن کورال از لحاظ تاریخی تقریباً در هر بخشی از جامعه با استقبال زیادی روبه‌رو شده‌است. بسیاری از شاعران پس از سنگام و قرون وسطی در ستایش متن کورال و نویسنده آن سروده‌اند. آوایار والووار را به‌عنوان کسی که اتمی را سوراخ کرد و هفت دریا را به آن تزریق کرد و سپس آن را فشرده و در قالب اثر خود ارائه کرد، با تأکید بر موجز بودن اثر تحسین کرد. کورال تنها اثری است که با اثری انحصاری از پیروان گردآوری شده معروف به تیرووالووا والای در مجموعه ادبی تامیل، که به ۵۵ شاعر مختلف، از جمله شاعران افسانه‌ای نسبت داده می‌شود، مفتخر شده‌است. همه ادیان و فرقه‌های اصلی هند، از جمله شیواییسم، وایشنویسم، جینیسم، و بودیسم، متن کورال را بسیار ستوده‌اند، که بسیاری از آن‌ها آموزه‌های کورال را هم در آثار مذهبی و هم در آثار غیر مذهبی خود، از جمله سیلاپاتیکارام، مانیمکالای، تیرومورایی، پریا پورانام و کامبا رامایانام گنجانده‌اند.
کورال در داخل و خارج از هند به‌دلیل ارزش‌های جهانی و غیرمذهبی‌اش مورد تأیید قرار گرفته‌است. فیلسوف روسی الکساندر پیاتیگورسکی آن را سرآشپز ادبیات هندی و جهانی نامید: «نه تنها به‌دلیل شایستگی‌های هنری بزرگ این اثر، بلکه به‌دلیل ایده‌های انسانی والا که در آن نفوذ کرده و به همان اندازه برای مردم در سراسر جهان، از همه دوره‌ها و کشورها ارزش‌مند است». گو پاپ نویسنده آن را به دلیل عمومی بودن و جهانی بودن، «یک مرد جهانی» نامید. به گفته آلبرت شوایتزر، «به‌سختی در ادبیات جهان مجموعه‌ای وجود دارد که در آن حکمت والایی پیدا کنیم.» لئو تولستوی آن را «کورال هندو» نامید و آن را به مهاتما گاندی توصیه کرد. مهاتما گاندی آن را «کتاب درسی ضروری در زندگی اخلاقی» خواند و ادامه داد: «اصول ولووار روح من را تحت‌تأثیر قرار داده‌است. هیچ‌کس مانند او چنین گنجینه‌ای از حکمت نداده‌است.»

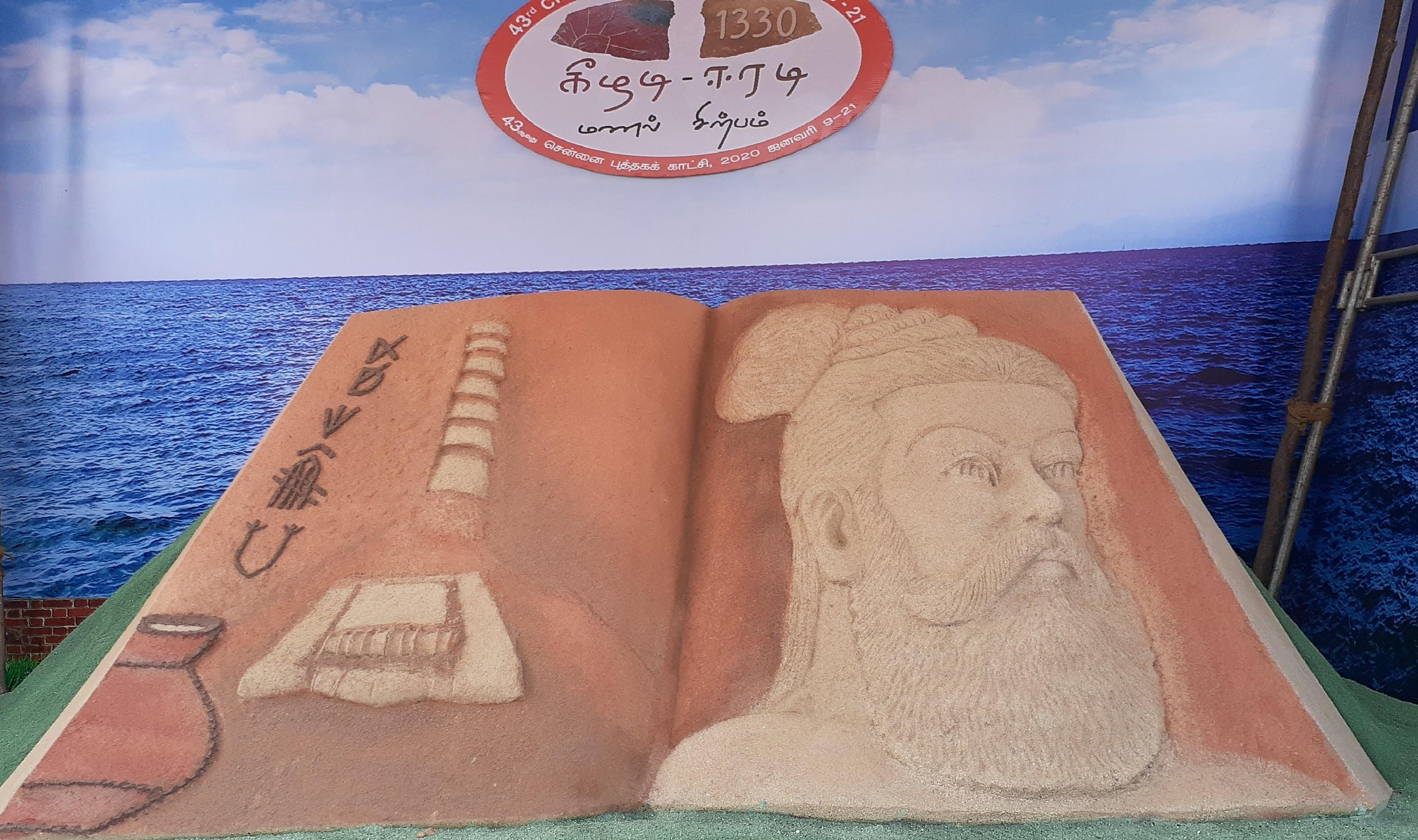
مجسمه شنی والووار در نمایشگاه کتاب چنای ۲۰۲۰

مبلغان یسوعی، کاتولیک و پروتستان در جنوب هند در دوران استعمار این متن را بسیار ستوده‌اند. بسیاری از آن‌ها متن را به زبان‌های اروپایی ترجمه کردند. مبلغ پروتستان ادوارد جویت رابینسون گفت که کورال شامل همه چیز است و چیزی نیست که در آن نباشد. جان لازاروس مبلغ انگلیکان گفت: «هیچ اثر تامیلی هرگز نمی‌تواند به خلوص کورال نزدیک شود. این اثر برای تامیل مدرن شهرت ثابتی دارد.» به گفته مبلغ مسیحی آمریکایی ایمون ای. وایت، «تیروکورال ترکیبی از بهترین آموزه‌های اخلاقی جهان است».
کورال نیز از روزگاران قدیم توسط رهبران عرصه‌های سیاسی، معنوی، اجتماعی، اخلاقی، دینی و سایر حوزه‌های جامعه مورد تعالی قرار گرفته‌است. چاکراوارتی راجاگوپالاچاری اظهار داشت: «این اثر انجیل عشق و رمز زندگی نورانی است. و کل آرزوی روح در این کتاب جاودانه برای همه اعصار، تجسم شده‌است.» ملی‌گرای هندی و گورو یوگا سری اوروبیندو اظهار داشت: «تیروکورال شعر گنومیک است، بزرگ‌ترین در مفهوم برنامه‌ریزی‌شده و نیروی اجرایی که تا به حال در این نوع نوشته شده‌است. ای.اس. آریل که در سال ۱۸۴۸ قسمت سوم کتاب کورال را به فرانسوی ترجمه و منتشر کرد، آن را «شاهکار ادبیات تامیل، یکی از عالی‌ترین و ناب‌ترین بیان‌های اندیشه بشری» نامید. ذاکر حسین، رئیس‌جمهور پیشین هند، گفت: «تیروکورال گنجینه‌ای از دانش دنیوی، راهنمایی‌های اخلاقی و خرد معنوی است.»

### کتیبه‌ها و سایر اسناد تاریخی
تیروکورال متن اصلی اداری منطقه کنگو نادو در سرزمین قرون وسطایی تامیل باقی ماند. کتیبه‌های کورال و سایر اسناد تاریخی در سراسر تامیل نادو یافت می‌شود. کتیبه‌های جین متعلق به قرن پانزدهم در پونسوریمالای در نزدیکی مالور، در بخش سیلم هند، دارای ۲۵۱ دوبیتی از فصل «پرهیز از گوشت» از متن کورال است، که نشان می‌دهد مردم منطقه کنگو نادو آهیمسا و عدم کشتن را به‌عنوان فضیلت‌های اصلی تمرین می‌کردند. کتیبه‌های دیگر عبارتند از طومار پوندورای ناتار (۱۶۱۷ پس از میلاد در کنگو نادو)، کتیبه‌های مسی پالادام آنگالا پارامه‌شواری کودای (در سال ۱۷۹۸ در ناراناپورام در کنگو نادو)، کتیبه‌های مسی قرن هجدهم که در ناحیه کاپیلاماکالاچی (در نزدیکی بخش نمکل در نزدیکی شهر کاپیلاماکالایام)، کتیبه‌هایی به زبان پالانی، کتیبه‌های مسی کاراییور در کنگو نادو، سوابق پالایاکوتای، و کتیبه‌های معبد پریا پالایاتامان که در سال ۱۸۱۸ توسط فرانسیس الیس در رویاپتاه در چنای یافت شده‌است.

### فرهنگ عامه

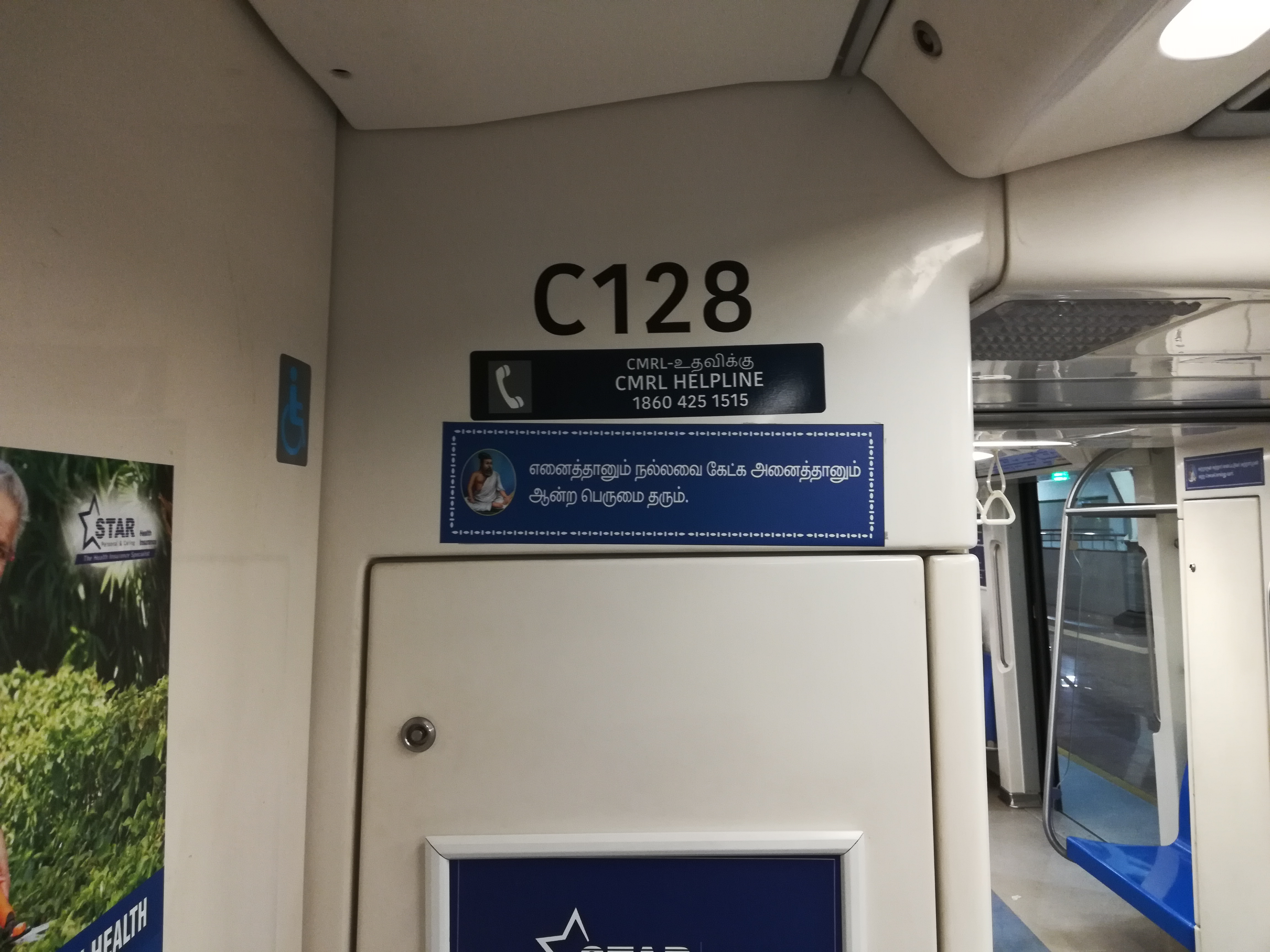
دوبیتی کورال در قطار متروی چنای به نمایش گذاشته شده‌است

پرتره‌های مختلفی از والووار از زمان‌های قدیم توسط جوامع شیوایی و جین تامیل نادو کشیده شده و مورد استفاده قرار گرفته‌است. این پرتره‌ها در حالت‌های مختلف ظاهر می‌شوند، با ظاهر والووار از موهای مات‌شده تا سر کاملاً تراشیده‍شده متفاوت است. پرتره والووار با موهای مات‌شده و ریش روان، که توسط هنرمند ونوگوپال شارما در سال ۱۹۶۰ کشیده شد، از سوی دولت‌های ایالتی و مرکزی به‌عنوان نسخه رسمی پذیرفته شد. به‌زودی به‌محبوب‌ترین و فراگیرترین پرتره مدرن این شاعر تبدیل شد. در سال ۱۹۶۴، این تصویر توسط رئیس‌جمهور وقت هند ذاکر حسین در پارلمان هند رونمایی شد. در سال ۱۹۶۷، دولت تامیل نادو دستوری را تصویب کرد که بر اساس آن تصویر والووار باید در تمام ادارات دولتی در سراسر ایالت تامیل نادو وجود داشته باشد.[ع]
به‌نظر نمی‌رسد که کورال توسط والووار در موسیقی تنظیم شده باشد. با این حال، تعدادی از نوازندگان آن را تنظیم کرده‌اند و چندین خواننده در کنسرت‌های خود اجرا کرده‌اند. آهنگ‌سازان مدرنی که دوبیتی‌های کورال را کوک کرده‌اند عبارتند از مایورام ویسواناتا ساستری و بهارادواج (آهنگساز). خوانندگانی که کنسرت‌های کامل تیروکورال را اجرا کرده‌اند عبارتند از ام‌ام دندپانی دسیکار و چیدامبارام سی اس جایرامان. مادورای سوماسوندارام و سانجی سوبرامانیان افراد دیگری هستند که رندر موسیقایی کورال را ارائه کرده‌اند. مایورام ویشواناتا شاستری تمام آیات را در اوایل قرن بیستم در ردیف موسیقی قرار داد. در ژانویه ۲۰۱۶، چیتراوینا ن. راویکیران کل ۱۳۳۰ بیت را در زمان رکورد ۱۶ ساعت، برای موسیقی تنظیم کرد.
در سال ۱۸۱۸، کلکسیونر مدرسی، فرانسیس وایت الیس، یک سکه طلا با تصویر والووار صادر کرد.[ل][ف] در اواخر قرن نوزدهم، قدیس هند جنوبی رامالینگا سوامیگال پیام کورال را با برگزاری کلاس‌های منظم کورال برای توده‌ها آموزش داد. در سال ۱۹۶۸، دولت تامیل نادو نمایش دوبیتی کورال در تمام اتوبوس‌های دولتی را اجباری کرد. قطاری که مسافت بین کانیاکوماری و دهلی نو را توسط راه‌آهن هند، با ۲۹۲۱ کیلومتر فاصله طی می‌کند به‌عنوان تیروکورال اکسپرس نام‌گذاری شده‌است.
کورال بخشی از زندگی روزمره مردم تامیل در سراسر دیاسپورای جهانی تامیل است. کاویتالایا پروداکشن از کی. بالاچاندر فیلم‌های خود را با اولین دوبیتی کورال که در پس‌زمینه خوانده می‌شود، آغاز کرد. عبارات و ایده‌های کورال در آهنگ‌های متعدد فیلم‌های تامیل یافت می‌شود. چندین کنفرانس تیروکورال در قرن بیستم برگزار شد، مانند کنفرانس‌هایی که توسط تیروکئرال وی. مونسامی در سال 1941 و توسط پریار در سال ۱۹۴۹ انجام شد. در این کنفرانس‌ها چندین محقق، مشاهیر و سیاست‌مداران شرکت کردند. دوبیتی‌ها و افکار کورال نیز به‌طور گسترده در هنرهای تجسمی، موسیقی، رقص، نمایش‌های خیابانی، رسیتال، فعالیت‌ها، و پازل و معما استفاده می‌شود. این دوبیتی‌ها مکرراً توسط رهبران سیاسی مختلف حتی در زمینه‌های پان‌هندی خارج از دیاسپورای تامیل نقل می‌شود، از جمله رام نات کوویند، پی چیدامبارام، و نیرمالا سیتارامان. هنگامی که طرف‌داران جالیکاتتو ادعا کردند که این ورزش فقط برای نشان دادن «عشق تامیل به گاو نر» است، وزیر وقت هند در امور زنان و رشد کودکان مانکا گاندی با استناد به اینکه تیروکورال حیوان‌آزاری را تأیید نمی‌کند این ادعا را رد کرد. نخست‌وزیر هند، نارندرا مودی، این دوبیتی را در موارد متعددی نقل کرده‌است، از جمله برای نیروهای مسلح هند در سال 2020. ادبیات کورال یکی از متون باستانی است که بررسی اقتصادی هند از آن است، گزارش رسمی سالانه وضعیت اقتصاد هند، ارجاعات زیادی را به آن دارد.

### معابد و بناهای یادبود
متن کورال و نویسنده آن در طول قرن‌ها بسیار مورد احترام بوده‌اند. در اوایل قرن شانزدهم، جامعه هندوهای شیوایی معبدی را در مجموعه معبد اکامباریسوارا در میلاپور، چنای، به افتخار نویسنده تیروکورال، والووار، ساختند. مردم محلی معتقدند که این‌جا جایی است که والووار در زیر درختی در مجموعه حرم متولد شده‌است. مجسمه والووار در موقعیت یوگا، که با دست‌نوشته‌ای از برگ خرما از تیروکورال در زیر درخت نشسته‌است. در زیارتگاهی که به او اختصاص داده شده‌است، همسر والووار، واسوکیاما، از خدای هندو کاماکشی در داخل محراب الگوبرداری شده‌است. شیخارای معبد (نوار) بالای مقبره، صحنه‌هایی از زندگی هندوها و خدایان را نشان می‌دهد، همراه با والووار که دوبیتی‌هایش را برای همسرش می‌خواند. استالا وریکشام (درخت مقدس معبد) در معبد درخت روغن یا ایلوپای است که اعتقاد بر این است که والووار در زیر آن متولد شده‌است. معبد در دهه ۱۹۷۰ بازسازی شد.

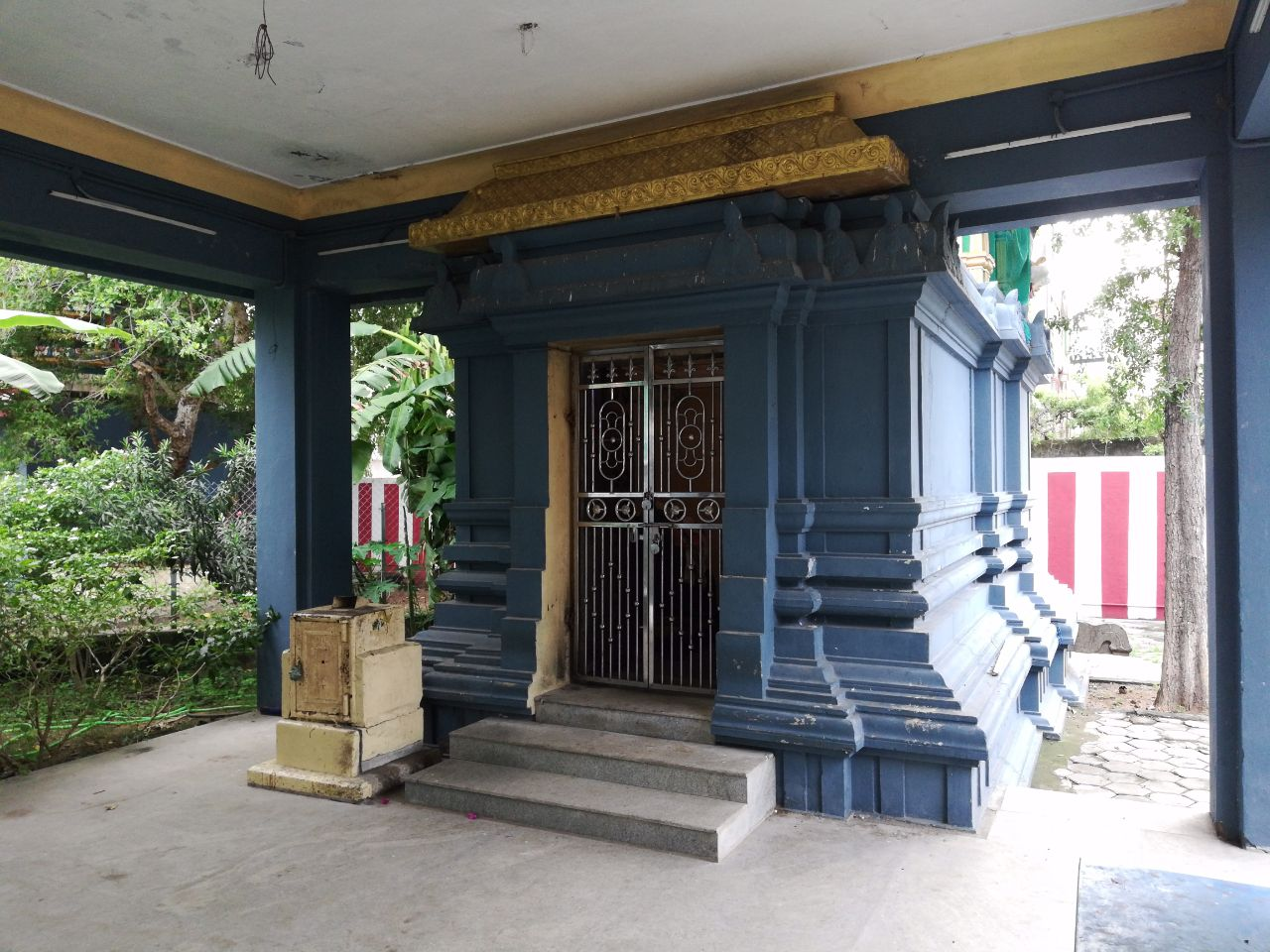
معبد والووار در میلاپور.

زیارتگاه‌های والووار دیگری در جنوب هند در تیروچولی، پریا کالایامپوتور، توندی، کانجور تاتان پدی، سناپاتی و ویلوارانی یافت می‌شوند. بسیاری از این جوامع، از جمله جوامع میلاپور و تیروچولی، والووار را شصت و چهارمین نایانمار سنت شیواپرستی می‌دانند و او را به‌عنوان خدا و قدیس می‌پرستند.
در سال ۱۹۷۶، بنای یادبودی برای احترام به ادبیات کورال و نویسنده آن، در چنای ساخته شد. عنصر اصلی بنای تاریخی شامل ۳۹-متر-high (۱۲۸-فوت) است. معبد، یک کپی از ارابه در شهر معبد تیرووارور، و شامل یک مجسمه در اندازه واقعی از والووار است. در اطراف دور ارابه صفحات مرمری با دوبیتی‌های تیروکوناخ وجود دارد. تمام ۱۳۳۰ بیت از متن کورال بر روی نقش‌برجسته در راهروهای تالار اصلی حک شده‌است.
مجسمه‌های والووار در سرتاسر جهان ساخته شده‌اند؛ از جمله مجسمه‌هایی در کانیاکوماری، چنای، بنگلور، پوندیچری، ویساکاپاتنام، هاریدوار، پوتالام، سنگاپور، لندن و تایوان. بلندترین آن‌ها ۴۱-متر (۱۳۳-فوت) است. مجسمه سنگی والووار که در سال ۲۰۰۰ در بالای جزیره کوچکی در شهر کانیاکوماری در جنوبی‌ترین نقطه شبهجزیره هند، در محل تلاقی خلیج بنگال، دریای عرب و اقیانوس هند ساخته شد. این مجسمه در حال حاضر بیست و پنجمین مجسمه بلند هند است. مجسمه‌ای در اندازه واقعی والووار یکی از مجموعه مجسمه‌هایی است که توسط دولت تامیل نادو در ساحل مارینا نصب شده‌است.

## میراث

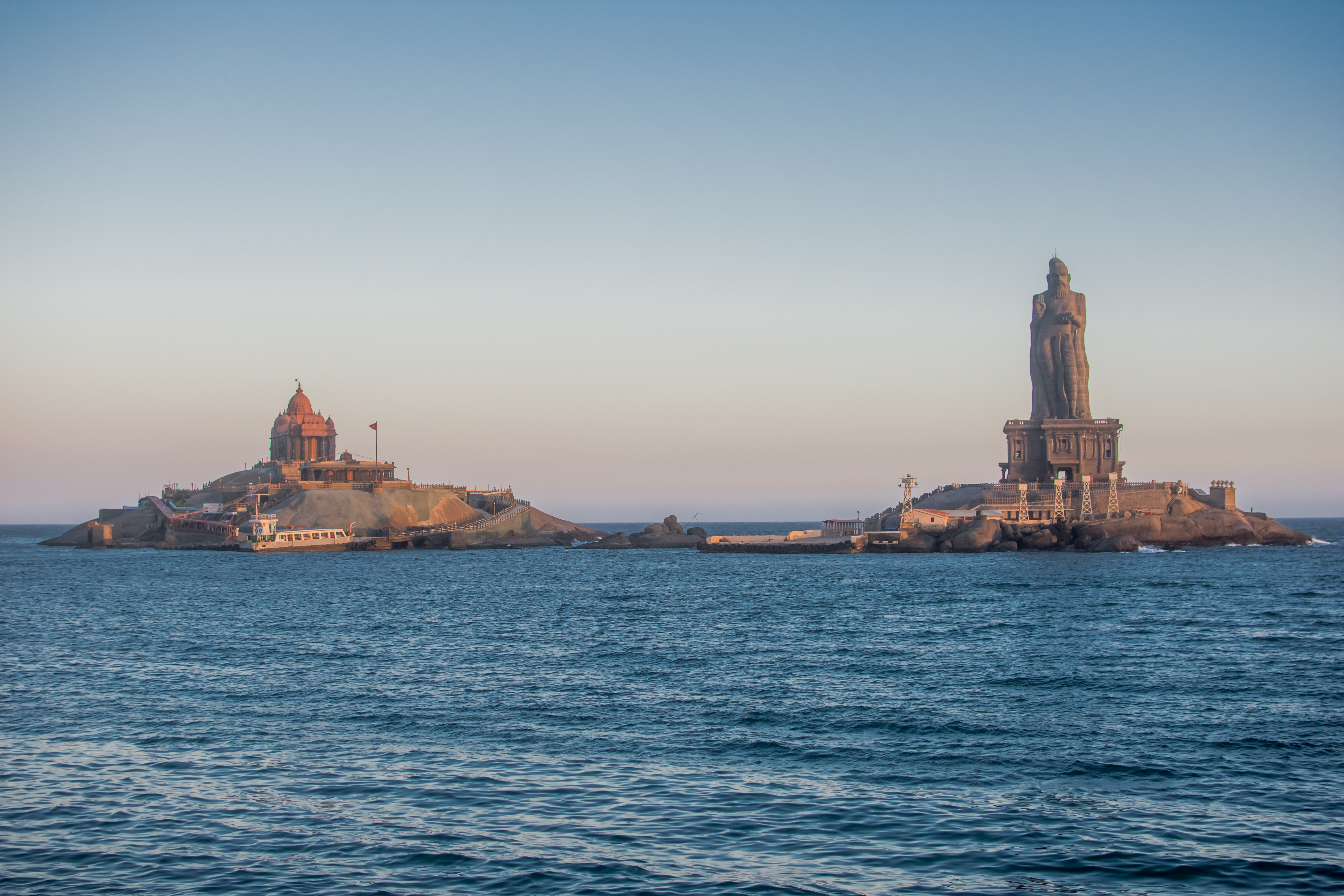
مجسمه والووار، همراه با یادبود ویوکاناندا، در سواحل کانیاکوماری، تامیل نادو.

کورال یکی از تأثیرگذارترین متون تامیل است که توسط دانشمندان تحسین شده‌است. این اثر الهام‌بخش فرهنگ تامیل و مردم آن، از همه اقشار است و مشابه‌هایی را در ادبیات زبان‌های مختلف در شبه‌قاره هند ایجاد کرده‌است. ترجمه‌های آن به زبان‌های اروپایی که از اوایل قرن هجدهم شروع شد، این اثر را در سطح جهانی شناخته کرد. نویسندگان تحت‌تأثیر کورال عبارتند از: ایلانگو آدیگال، سیتالای ساتانار، سککیلار، کامبار، لئو تولستوی، مهاتما گاندی، آلبرت شوایتزر، رامالینگا سوامیگال، ای.اس. آریل، کنستانتیوس جوزف بسچی، کارل گرائول، آگوست فردریش کامرر، چرا ناتاندرتلی فرانسیس، ادوارد ناتانیلیس چارلز ای. گوور، جورج اوگلو پوپ، وینوبا باوه، الکساندر پیاتیگورسکی، ای.پی.جی. عبدالکلام، و یو هسی. بسیاری از این نویسندگان این اثر را به زبان خود ترجمه کرده‌اند.
کورال یک اثر تامیلی است که اغلب نقل‌قول شده‌است. آثار کلاسیک تامیل مانندپورانانورو، سیلاپاتیکارم، پریا پورانم، مانیمکالای، و کامبا رامایانام همگی به کورال با نام‌های مختلفی اشاره می‌کنند و عناوین متعددی را به اثری که در اصل توسط نویسنده آن بدون عنوان بود، می‌دهند. دوبیتی‌ها و افکار کورال در ۳۲ مورد در پورانانورو، ۳۵ مورد در پورپورول ونبا معالی، یک مورد در پاتیتروپاتهو و تن ایدیل، ۱۳ مورد در سیلاپاتیکارم، ۹۱ مورد در مانیمکالای، ۲۰ مورد در جیواکا چینتامانی، یک مورد در جیواکا، ۷ مورد در تیروویلایادال پورانام و ۴ در کاندا پورانام استناد شده‌اند. در کامبا رامایانام، شاعر کامبار از ایده‌های کورال در ۶۰۰ مورد استفاده کرده‌است. این اثر معمولاً در کنفرانس‌های گیاه‌خواری، هم در هند و هم در خارج از تامیل نقل می‌شود.
متن کورال برای اولین بار توسط دولت بریتانیایی هند در دوران استعمار در برنامه درسی مدرسه گنجانده شد. با این حال، تنها ۲۷۵ دوبیتی به دانش‌آموزان آموزش داده شده بود. تلاش برای گنجاندن ادبیات کورال به‌عنوان یک درس اجباری در مدارس در دهه‌های پس از استقلال هند بی‌اثر بود. در ۲۶ آوریل ۲۰۱۶، دادگاه عالی مدرس به دولت ایالت تامیل نادو دستور داد تا تمام ۱۰۸ فصل از کتاب‌های انعام و پوروخ متن کورال را «برای ساختن یک ملت با ارزش‌های اخلاقی»، در برنامه درسی مدرسه برای کلاس‌های ۶ تا ۱۲ از سال تحصیلی ۲۰۱۷–۲۰۱۸ وارد کند. دادگاه همچنین مشاهده کرد، «هیچ اثر فلسفی یا دینی دیگری چنین رویکرد اخلاقی و فکری به مسائل زندگی ندارد.»
کورال الهام‌بخش بسیاری از جمله مهاتما گاندی بوده‌است تا راه آهیمسا یا عدم خشونت را دنبال کنند. لئو تولستوی با خواندن نسخه آلمانی کتاب از مفهوم پرهیز از خشونت در کتاب کورال الهام گرفت، که به‌نوبه خود این مفهوم را از طریق نامه‌ای به هندو در زمانی که گاندی جوان به دنبال راهنمایی او بود، به مهاتما گاندی القا کرد. گاندی سپس به مطالعه کورال در زندان پرداخت و در نهایت با شروع جنبش ساتیاگراها برای مبارزه با دولت حاکم بریتانیا به اوج خود رسید. رامالینگا سوامیگال، شاعر و قدیس قرن نوزدهمی، «والالار» در سنین جوانی از کورال الهام گرفت، که پس از آن با تأکید بر شیوه زندگی بدون کشتار و بدون گوشت، زندگی خود را صرف ترویج شفقت و پرهیز از خشونت کرد.

## یادداشت
ب. ^  برای نمونه‌هایی از کلمات وام‌گرفته سانسکریت، به «لبخند موروگان» زولبیل مراجعه کنید.
ث. ^  سال والووار با افزودن ۳۱ سال (به سال میلادی) کنونی به‌دست می‌آید.
ج. ^  نالاسوامی پیلای ادعای پوپ را «یک نابه‌هنجاری ادبی پوچ» اعلام می‌کند و می‌گوید که دو کتاب اول کورال به‌ویژه «سنگ مانعی هستند که می‌تواند عالی‌ترین ایده‌های اخلاق مسیحی را شکست دهد.» کشتن، که فقط به سلب جان انسان اشاره دارد، مفهوم کورال از کشتن «به‌طور انحصاری با سلب واقعی زندگی»  و بنابراین هم برای انسان‌ها و هم برای حیوانات اعمال می‌شود. ||صفحه=۳۱۹}}
خ. ^  نقل قول: «پرهیز از کشتن یک فضیلت مطلق (aram) در آراتتوپال (شکوه فضیلت) است. اما وظیفه ارتش کشتن در نبرد است و شاه باید در جریان عدالت تعدادی جنایتکار را اعدام کند. به موجب وظایف ویژه‌ای که بر عهده پادشاه گذاشته شده‌است و توجیه آن این است که «برای نجات عموم مردم باید چند شرور از بین بروند» (TK 550). 
ر.' هیچ‌کدام ، که هر دو قرن‌ها بعد ظاهر شدند، ایده‌های فصل‌های کورال در مورد «ویدو» یا «موکشا» را بیش‌تر می‌کند. و به‌عنوان «ویتاپال» (کتاب‌های نجات) در نظر گرفته می‌شوند.
س. ^  آموزه نیشکاما کارما در هندوئیسم بیان می‌کند که صاحب‌خانه دارما می‌تواند به همان اهدافی برسد که راهب انصراف می‌دهد. «انصراف درونی»، یعنی «عمل بی‌انگیزه.» 2006||pp=۶۰۴–۶۱۷}} رجوع کنید به. کورال ۶۲۹: «کسی که هرگز در شادی خوشی نکرد، از غم و اندوه افسرده نخواهد شد.» سه گرایش غالب در هندوئیسم، یعنی انکار مبتنی بر روشن‌گری، زندگی خانه‌دار مبتنی بر دارما، و خداباوری مبتنی بر عبادت، و این پاسخ ترکیبی گیتا توصیه می‌کند که باید در برابر دیدگاه مقاومت کرد و یک یا «هر دو» را در نظر گرفت. نمای –and. 92}}
ش. ^  همان‌طور که توسط پی.اس. ساندارام در مقدمه کار خود، درحالی‌که «همه گناهان دیگر ممکن است جبران شود، اما ناسپاسی هرگز،» والووار نمی‌تواند درک کند که «چگونه کسی می‌تواند بخواهد خود را با تغذیه از چربی دیگران چاق کند.»
ص.' ^  «تفسیر» – که در سنت هندی گاهی به‌عنوان «بهاشیا» نامیده می‌شود – به توضیحات و تفاسیر اشاره دارد. از متون قصیده این‌ها توسط دانشمندان مختلف برای توسعه، اظهارنظر و توضیح ایده‌های مختصر مانند «کورال» یا «سوترا» یا هر متنی با اهمیت (مثلاً متون مقدس جین، هندو و بودایی) نوشته شده‌اند.
ط. هیچ‌کدام  این را با فصل ۷ از تیروکورال - فصل کورال در مورد بچه‌دار شدن مقایسه کنید.
ع. ^  دولت تامیل نادو، G. O. Ms. 1193، مورخ 1967. 
ل. ^  کتیبه‌ای سنگی که بر روی دیوارهای چاهی در معبد پریا پالایاتامان در رویاپتاه یافت شده، نشان‌دهنده توجه الیس به والووار است. این یکی از ۲۷ چاهی است که به دستور الیس در سال ۱۸۱۸ حفر شد؛ زمانی که مدرس از شدت نوشیدن (به‌دلیل احساس کمبود آب) رنج می‌برد. در کتیبه، الیس والووار را می‌ستاید و از دوبیتی از «تیروکورال» برای توضیح اقدامات خود در طول خشک‌سالی استفاده می‌کند. زمانی که او مسئولیت خزانه و ضرابخانه مدرس را بر عهده داشت، یک سکه طلا نیز با تصویر والووار منتشر کرد. کتیبه تامیلی روی قبر او به تفسیر او از «تیروکورال» اشاره می‌کند.2019||pp=۷۷۶–۷۷۸}}
ف. ^  کتیبه اصلی به زبان تامیلی که با «اسیریاپا» متر شاعرانه و چشم‌انداز اول‌شخص نوشته شده‌است: (کورال) دوبیتی که نقل می‌کند به‌صورت مورب است) {{sfn|Polilan et al. ، 2019. {{lang|t| {{lang|ta|குண்கட்டை முட்டுக்கு குடை குத்த | {{lang|ta|नेदुनिलाम दॉजा निमिर्न्धितः शेनन} | {{lang|ta|பெட்டைத்து அல்லிணை நுப்புவை யைநை} | বানারাকারিয়া বারাম সুমক্যাইলা | புல்வை पुरुमान மேலியம் பப்டியை | {{lang|ta|தியுவப் புல்முமைத் திருவல்லுவா} | {{lang|ta|திருக்குக்க்கு தெனில் திருவுலக்க்கு தெனில் திருவுலக்க்கு தெனில் திருவுல஍} {{lang|ta|இருப்புந்து வைத்தா மெலியு வருப்} | vallaranūm natītit kūruppu | {{lang|ta|ನ್ಪ್ಟಿನಿನ್ತಿನ್ತಿನಿ ಆನ್ನ್ಲ ಆಯಿನ್} | {{lang|ta|स्वस्टिस्री सालिवाकाना साकाप्त सालिवाकाना साकाप्त} | . ‏ រ្រេរេរ្រេរេន | प्राभावादी वर्जा वेट सेला खेला | बहुतान्य वारु थिल वारा दिदी | नकशत्र योग करानाम भूत | सुब दिनत्य लिटानो दृबाटेजु | {{زبان | पन्नुवित्थेन.

## برای مطالعه بیش‌تر
- دیاز، اس ام (۲۰۰۰). «تیروکورال با ترجمه و توضیح انگلیسی.» (محلینگام، ن. جنرال؛ ویرایش‌گر؛ ۲ جلد) کویمباتور، هند: بنیاد راماناندا آدیگالار.
- گناناسمبندان، A. S. (1994). «کورال کاندا واژوو». چنای: گنگایی پوتاگا نیلایم.
- اودایار کویل گونا. (n.d.). திருக்குறள் ஒரு தேசிய நூல் [تیروکورال: یک کتاب ملی] (نشر شماره ۷۷۲). چنای: مؤسسه بین‌المللی مطالعات تامیل.
- کارونانیدی، ام. (۱۹۹۶). «کورالوویام». چنای: تیروماگال نیلایم.
- کلیم کیت، هانس یواخیم. (۱۹۷۱). «جنبش ضدمذهبی در جنوب هند مدرن» (به آلمانی). بن، آلمان: انتشارات Ludwig Roehrscheid، صفحات ۱۲۸–۱۳۳.
- کوپوسامی، آر. (n.d.). «تیروکورال: تاتووا، یوگا، گنیانا اورای». سالم: لیلا پادیپاگام. ۱۰۶۷ صفحه https://vallalars.blogspot.in/2017/05/thirukkural-thathuva-yoga-gnayna-urai.html
- ناگاسوامی، آر. «تیروکورال:خلاصه‌ای از ساسترا». بمبئی: گیری.شابک ‎۹۷۸−۸۱۷۹۵۰۷۸۷۲.
- نهرینگ، آندریاس. (۲۰۰۳). «شرق‌شناسی و مأموریت» (به آلمانی). ویسبادن، آلمان: انتشارات هاراسوویتز.
- ام.اس. پورنالینگم پیلای. (n.d.). مطالعات انتقادی در کورال. چنای: مؤسسه بین‌المللی مطالعات تامیل.
- اسمیت، جیسون دبلیو. «ضرورت ضمنی: شعر به‌مثابه اخلاق در ضرب‌المثل‌های «تیروکوناح». «مجله اخلاق دینی» ۵۰، شماره. 1 (2022): ۱۲۳–۱۴۵.
- سوبرامانیام، کا ناا. (۱۹۸۷). «تیروواللووار و تیروکورال او.» دهلی نو: بهاراتیا جنانپیث.
- «تیروکورال با زوج‌های انگلیسی»، L'Auberson, Switzerland: Editions ASSA.شابک ‎۹۷۸−۲۹۴۰۳۹۳۱۷۶.
- تیروناووککاراسو، کی.دی. (۱۹۷۳). ادای احترام به تیروکورال: مجموعه‌ای. در: «اولین مقالات سمینار تیروکورال هند». مدرس: انتشارات دانشگاه مدرس. ص ۱۲۴.
- واراداراسان، مو. (۱۹۷۴). «تیروکورال آلادو واژککای ویلاککام». چنای: پری نیلایم.
- واراداراسان، مو. (۱۹۹۶). «تامیل ایلاکیا وارالارو». دهلی نو: آکادمی ساکیتا.
- ویسواناتان، آر. (۲۰۱۱). «تیروکورال: کتاب مقدس جهانی تامیل (همراه با تفسیر پاریملاژاگر به زبان انگلیسی)» (شامل متن در تامیل و رومی). دهلی نو: بهاراتیا ویدیا باوان. ۲۷۸ ص.شابک ‎۹۷۸−۸۱۷۲۷۶۴۴۸۷* یوگی شداناندا بهاراتی (ترجمه). (۱۵ مه ۱۹۹۵). «تیروکورال با زوج‌های انگلیسی.» چنای: تامیل چاندور پروای.
- زولبیل، کی. (۱۹۶۲). پیشگفتار در: «تیروکورال اثر تیرووالوار» (ترجمه کی.ام. بالاسوبرامانیام). مدرس: موقوفات خاص مانالی لاکشمانا مودالیار. ۳۲۷ صفحه.